# Clementina Hawardenová
Lady Clementina Maude Hawardenová (nepřechýleně Hawarden; rozená Elphinstone-Fleemingová; 1. června 1822 Cumbernauld – 19. ledna 1865 Londýn) byla britská portrétní fotografka působící v 60. letech 19. století. Patří k průkopníkům umělecké fotografie a stala se jednou z prvních fotografek, která si získala širší pozornost široké i odborné veřejnosti.
Hawardenová byla britská aristokratka, vikomtesa, svou fotografickou dráhu zahájila stereoskopickými snímky krajin na panství Dundrum svého manžela. Pak přešla k velmi úspěšným fotografiím svých dcer, zachycovaných pravděpodobně ve scénách z amatérských divadelních představení konaných v rodinném kruhu. Odborníci v oboru dějin fotografie vykládají povahu vztahů mezi postavami zobrazenými na těchto fotografiích různými způsoby, snaží se proniknout do symbolického významu předmětů v kompozici fotografií a snaží se popsat autorčin umělecký styl s ohledem na kontext vzniku jejích děl. Tvorba Clementiny Hawardenové se již za jejího života objevila na výstavách Královské fotografické společnosti a získala vysoké ocenění.
Převážná část díla Clementiny Hawardenové je od roku 1939 ve sbírce Victoria and Albert Museum v Londýně. Má se za to, že její práce ovlivnila styl Američanky Sally Mannové i Cindy Shermanové nebo Jeffa Walla.

## Život

### Dětství a mládí

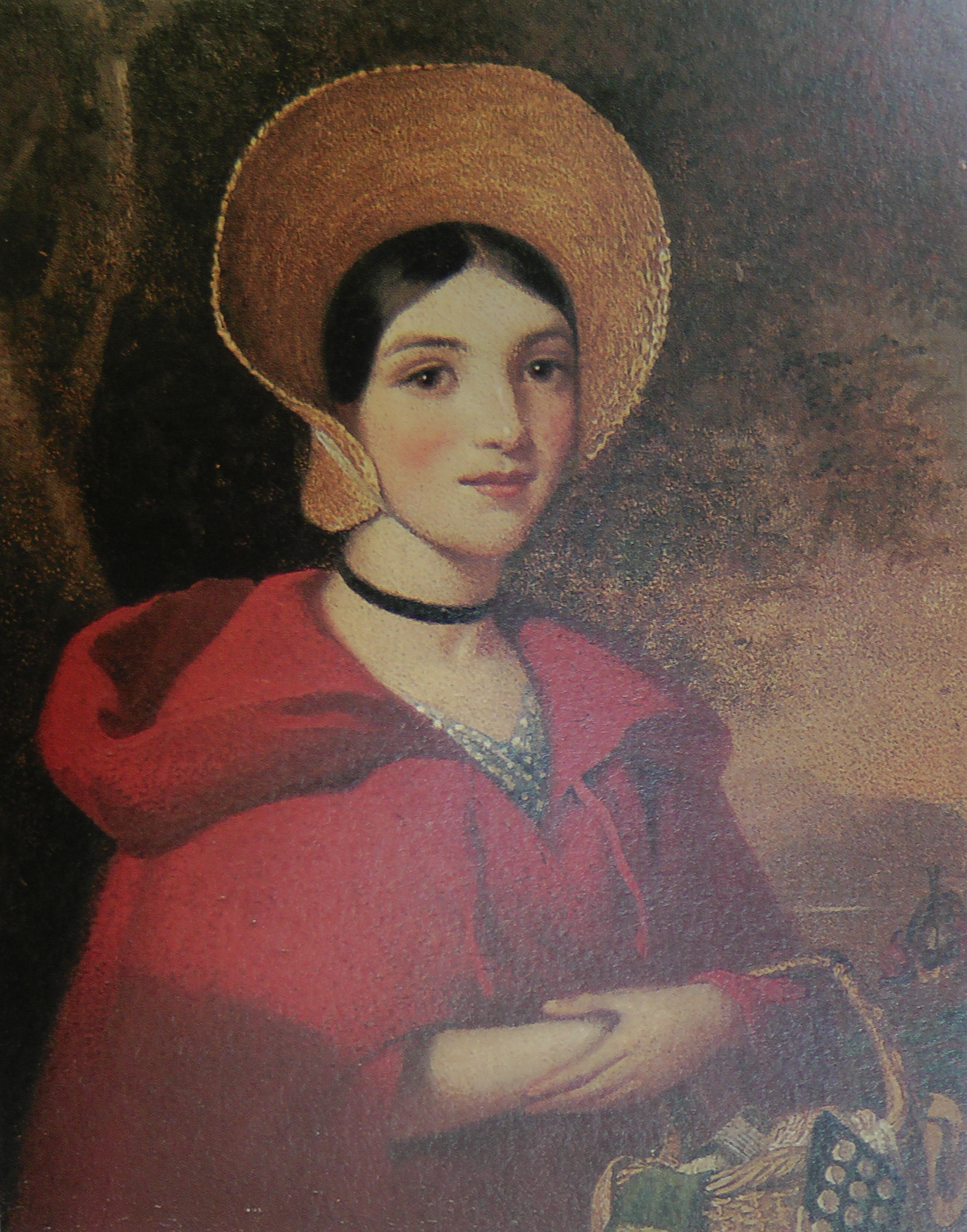
Clementina Elphinstone Fleemingová, asi 1838, soukromá sbírka

Clementina Elphinstone-Fleemingová se narodila 1. června 1822 na rodinném panství Cumbernauld poblíž Glasgow ve Skotsku. Byla jedním z pěti dětí admirála Britského královského námořnictva Charlese Elphinstona Fleeminga a Cataliny Pauliny Alessandrové (1800–1880), která pocházela z Cádizu ve Španělsku. Clementina měla bratra Johna a sestry Carlotu, Mary-Kate a Annu. Admirál Fleeming se účastnil válek za nezávislost Venezuely a Kolumbie v letech 1811–1825. Patřil k politické straně Whigů a byl členem Dolní sněmovny. Catalina Paulina Alessandrová byla Španělka italského původu. Historička umění Virginia Dodierová poznamenává, že původ Cataliny Pauliny je zahalen tajemstvím, dokonce se snaží vystopovat její původ k prvnímu ministrovi a oblíbenci španělského krále Filipa IV. Gasparu de Guzmánovi a přibuzensky ji propojit s uchazečem o anglický a skotský královský trůn princem Karlem Eduardem Stuartem. Za admirála se provdala v roce 1816, když byl vrchním velitelem na Gibraltaru, a byla o 26 let mladší než on.
Clementina Fleemingová i její sestry dostaly domácí vzdělání. Učitelé seznamovali admirálovy dcery především s „ženskými“ předměty, jako jsou cizí jazyky, hudba, výtvarné umění, vyšívání a literatura. Sama Clementina později fotografovala, jak její dcery čtou, malují vodovými barvami a vyšívají. Dochoval se portrét od neznámého umělce, zobrazující Clementinu ve věku 16 let v cikánských šatech, takže Virginia Dodierová tvrdí, že jako dívka se ráda převlékala. Odvolává se i na fotografie dcer Hawardenové rovněž v maškarních kostýmech.
Obvyklý život rodiny byl na podzim roku 1841 narušen smrtí admirála Fleeminga. Matka a tři dcery (Clementina, Ann a Mary-Kate), doprovázené bratrem zesnulého Mountstuartem Elphinstonem, se poté odebraly do Říma. Mountstuart Elphinstone byl koloniálním správcem v Indii a na čas guvernérem Bombaje. Cesta vedla přes Frankfurt nad Mohanem, Heidelberg, Schaffhausen, Curych a Milán. Než se usadili v Římě, navštívili Florencií, kde se Clementina seznámila se sbírkou renesančních obrazů v paláci Pitti. O pobytu Clementiny Maud v Římě není známo téměř nic, ale profesorka historie umění Kimberly Rhodesová uvádí, že dívka navštěvovala muzea a architektonické památky a také se účastnila karnevalů. Historička Virginia Dodierová tvrdilí, že cesta byla ekonomicky vynucená – matka chtěla své dcery vzdělávat, ale na poměry Spojeného království měla velmi omezené finanční zdroje. V Itálii se lektoři dali najmout mnohem levněji. Elphinstone představil své svěřenkyni Řím a seznámil ji s umělci a intelektuály, kteří ve městě žili.

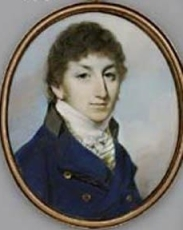
George Engleheart: mladý George Elphinstone Fleeming
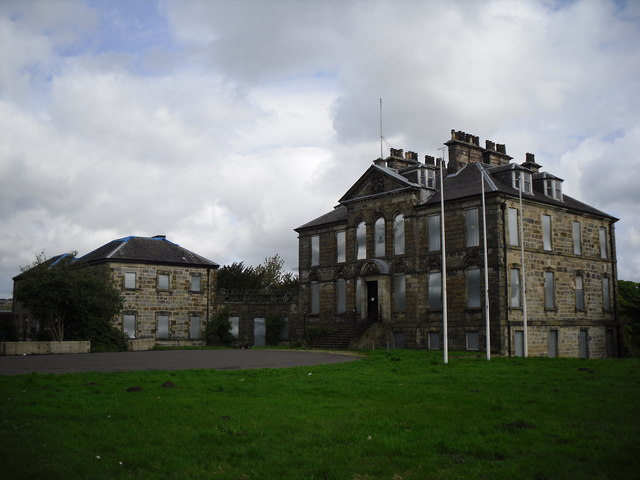
Panství Camberno
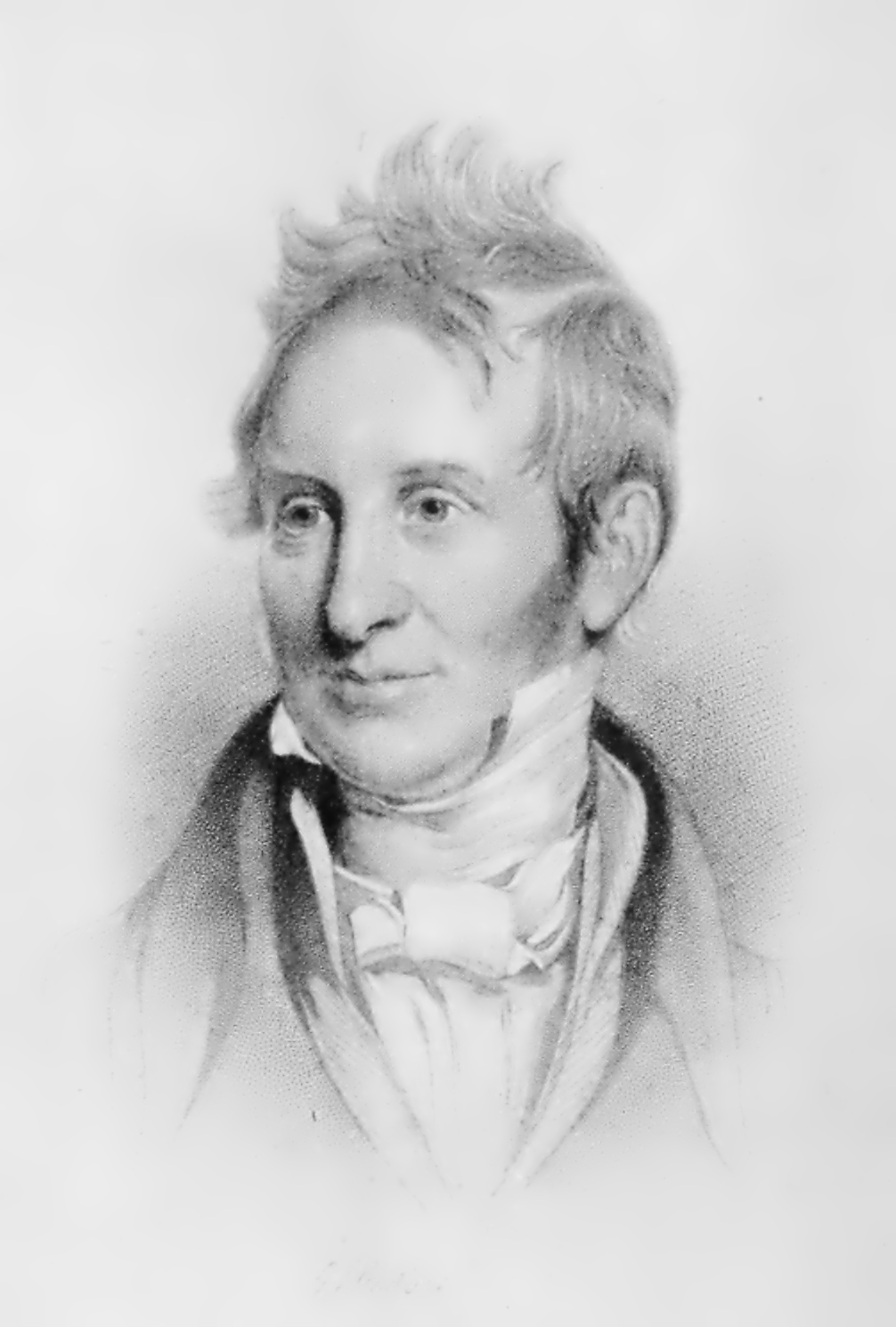
Mountstuart Elphinstone, litografie
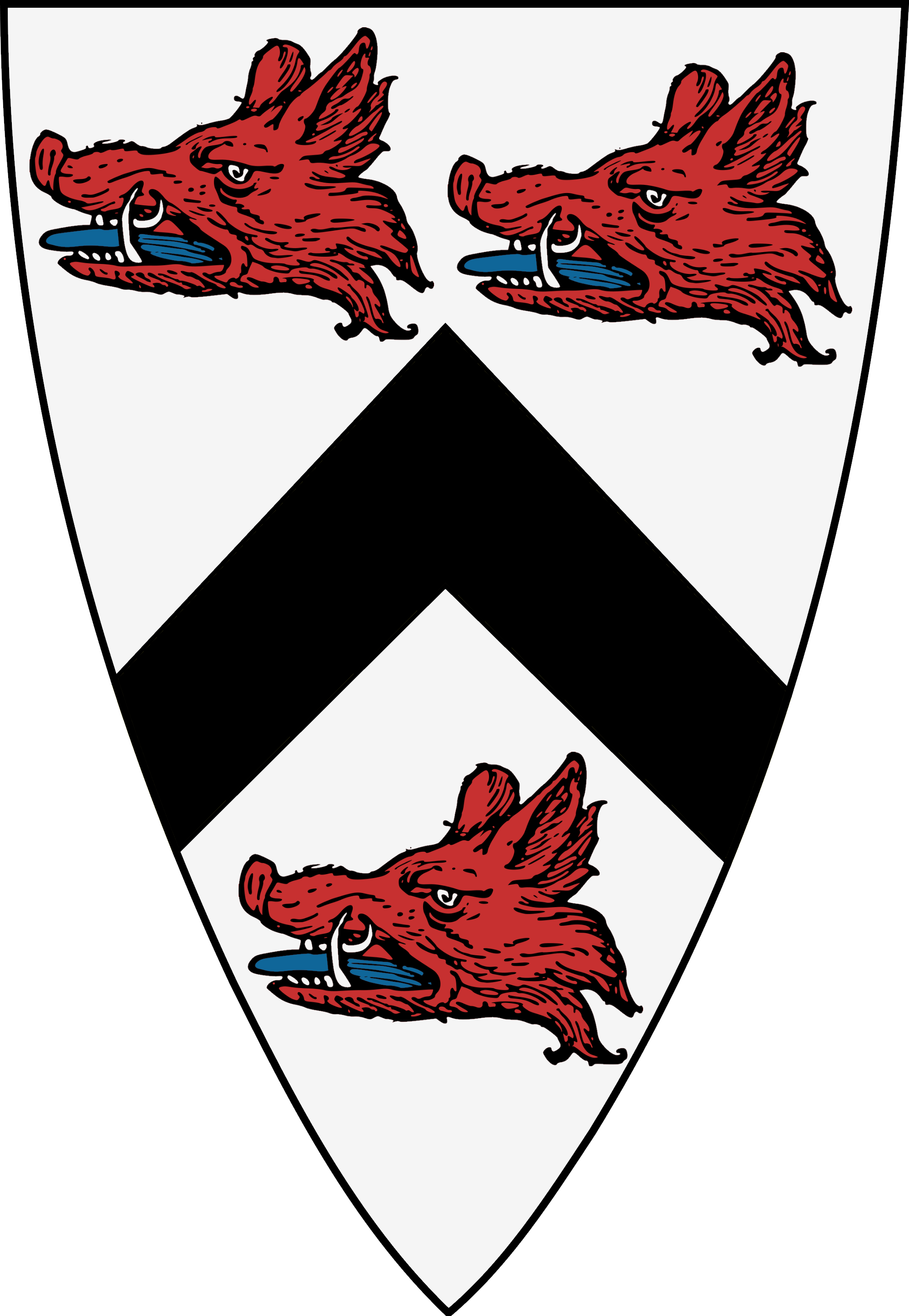
Erb Elphinstonů

### Manželství

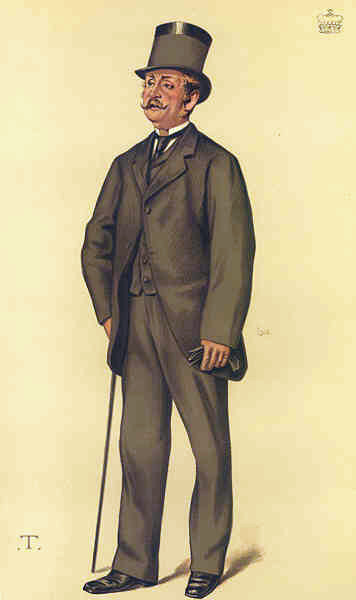
Karikatura Cornwalla Mauda, 1. hraběte z Montaltu, 1881

Clementina Fleemingová se v roce 1845 provdala za Cornwalla Mauda, budoucího 4. vikomta Hawardena a 1. hraběte z Montaltu. Clementinin manžel tehdy získal hodnost kapitána osobní stráže. Manželovi rodiče byli bohatí irští statkáři, aristokraté, sympatizanti Toryů a zarytí protestanti a byli z tohoto manželství nešťastní, protože se jim zdálo, že snacha má nižší společenské postavení.
Prvních společných dvanáct let strávili manželé v Londýně. Clementina během této doby porodila deset dětí (dva chlapce a osm dívek),, z nichž osm přežilo: sedm dcer a jeden syn. Své děti později fotografovala. Clementina měla v důsledku četných porodů zdravotní problémy, výchově dětí však věnovala velkou pozornost. Mountstuart Elphinstone vnímal její pozornost jako vlezlou a přehnanou, ohrožující děti. Clementinin strýc tvrdil, že její „oddanost dětem by dokázala zkazit celou generaci“, ale zároveň dodal, že „nikdy neviděl příjemnější nebo lépe vychované děti“.
Rodinný život se dramaticky změnil po smrti manželova otce Cornwallise Mauda v roce 1856. Clementinin manžel zdědil velké rodinné panství Dundrum v Jižním Tipperary v Irsku a titul 4. vikomta Hawardena. V roce 1857 se s rodinou přestěhoval do Dundrumu a od té doby patřil k nejbohatším vlastníkům půdy ve Velké Británii. Nové společenské postavení osvobodilo Clementinu Hawardenovou od mnoha domácích povinností a poskytlo jí značné množství volného času, který využívala pro svou fotografickou vášeň. Fotografii se začala věnovat koncem roku 1857 nebo začátkem roku 1858. Sídlo, které se nachází v nejúrodnější části Tipperary, obklopovala nejen přírodní krajina, ale i park vybudovaný na konci 18. století kolem meandrující řeky.
Hawardenovou zpočátku fascinovalo experimentování se stereoskopickou krajinářskou fotografií. Snímala dvojice fotografií krajiny kolem svého sídla Dundrum Manor, aby vytvořila trojrozměrný efekt. Historička Kimberley Rhodesová píše, že tyto raná práce Hawardenové lze stěží hodnotit jako umělecké, a proto pravděpodobně nebyly během jejího života vystavovány. Prokazují však fotografčinu znalost dějin umění a výtvarných postupů. Dělníci z Dundrumu pózující se zahradnickým a zemědělským nářadím Rhodesové připomínají nizozemské barokní obrazy, britského malíře z 18. století Thomase Gainsborougha či ambiciózní kompozice fotografa Henryho Peache Robinsona. Sama Hawardenová se řadí ke druhé generace amatérských fotografů, do které patří také Lewis Carroll a Julia Margaret Cameronová. Kunsthistorička Carol Armstrongová amatérský charakter fotografií umělkyně spojuje s úzkým okruhem modelů pouze z řad příbuzných a blízkých známých, s omezeným prostorem fotografování v interiérech rodinného domu a se špatnou zachovalostí fotografií samotných, považovaných dříve za výhradně rodinné památky, a proto nalepovaných do alb.
Plenérové fotografie Clementiny Hawardenové pravděpodobně z prvního (dundrumského) období

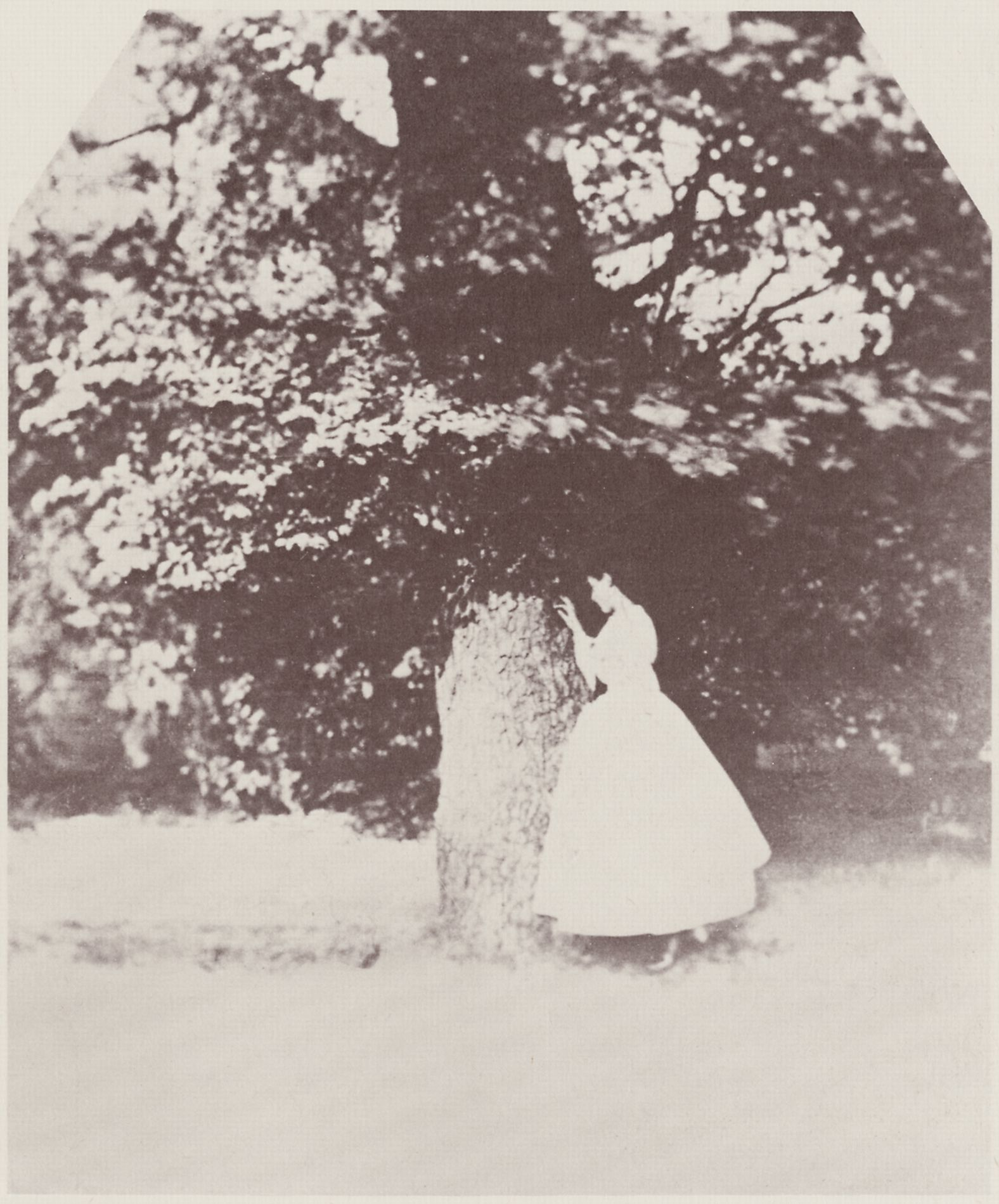
Dívka opřená o strom
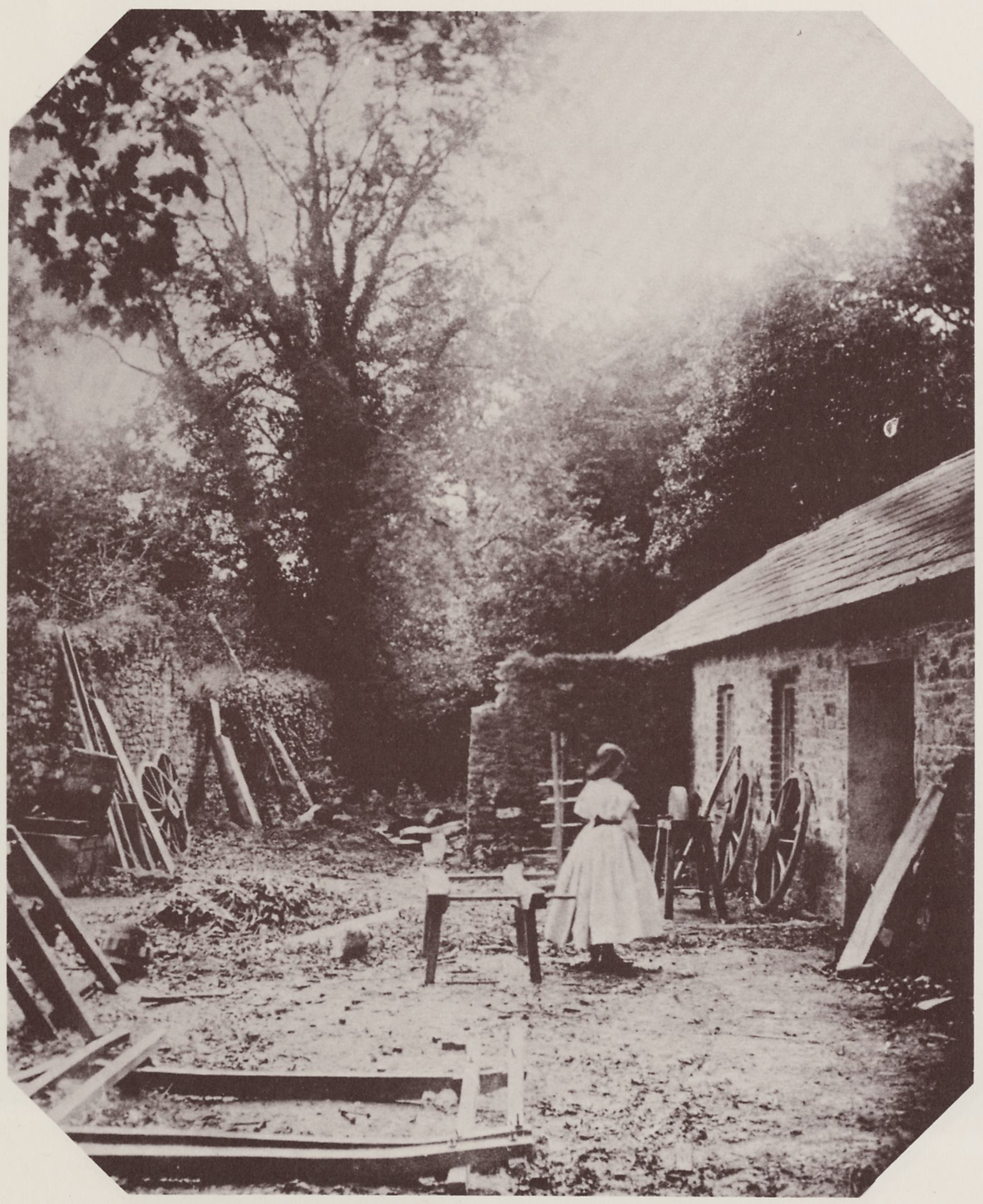
Dívka na dvorku tesařské dílny
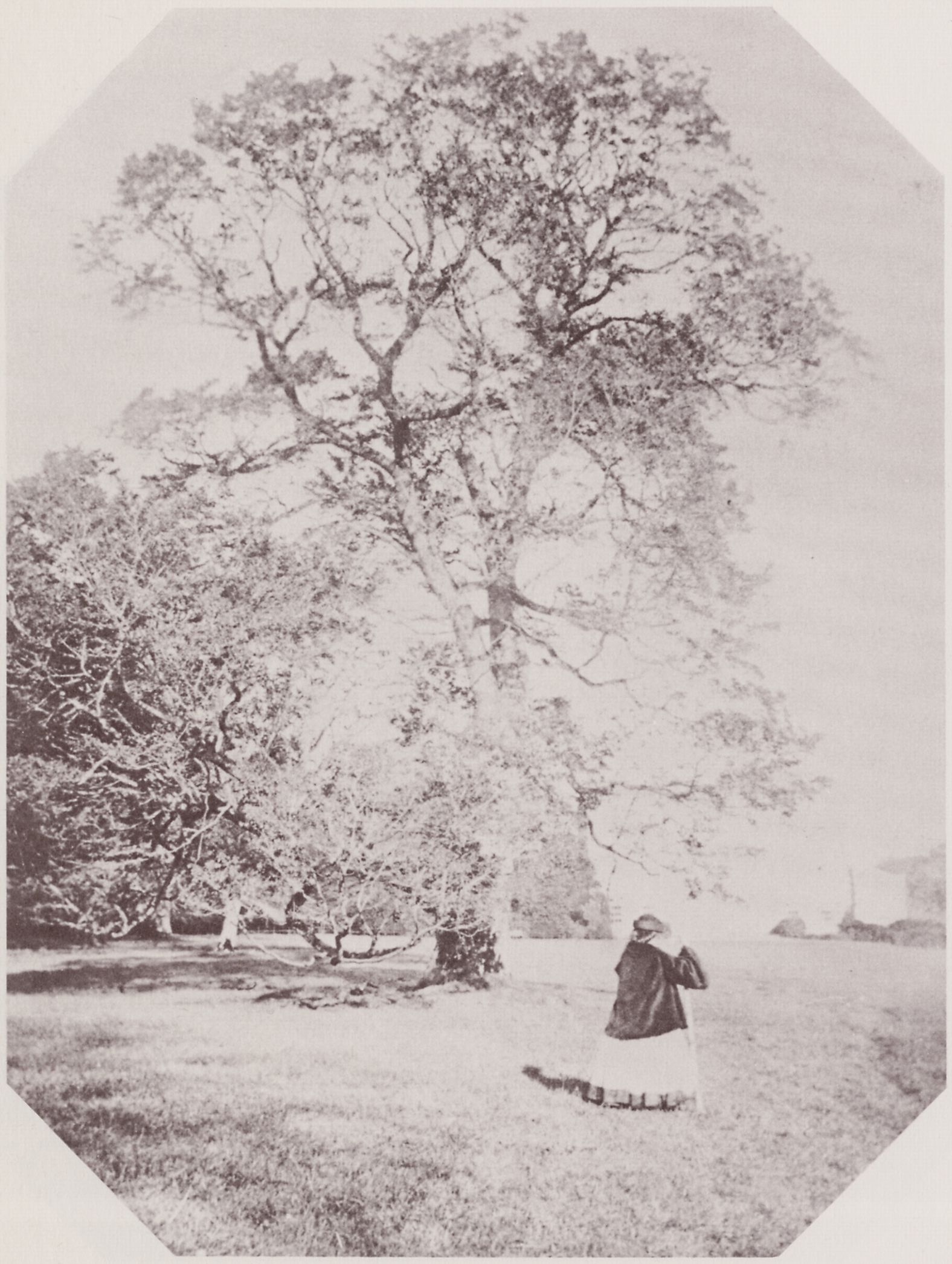
Postava u stromu
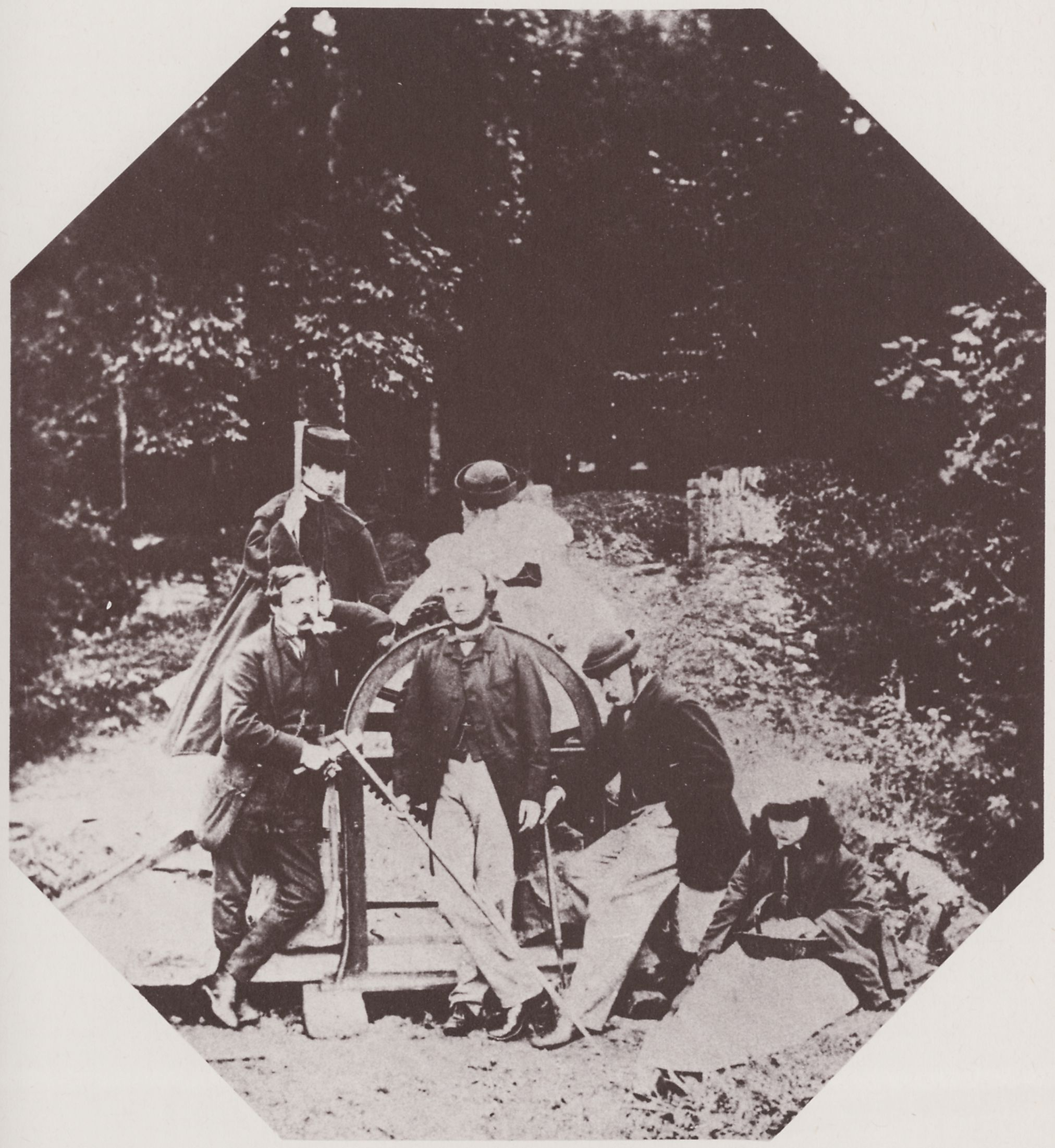
Skupina s vozem
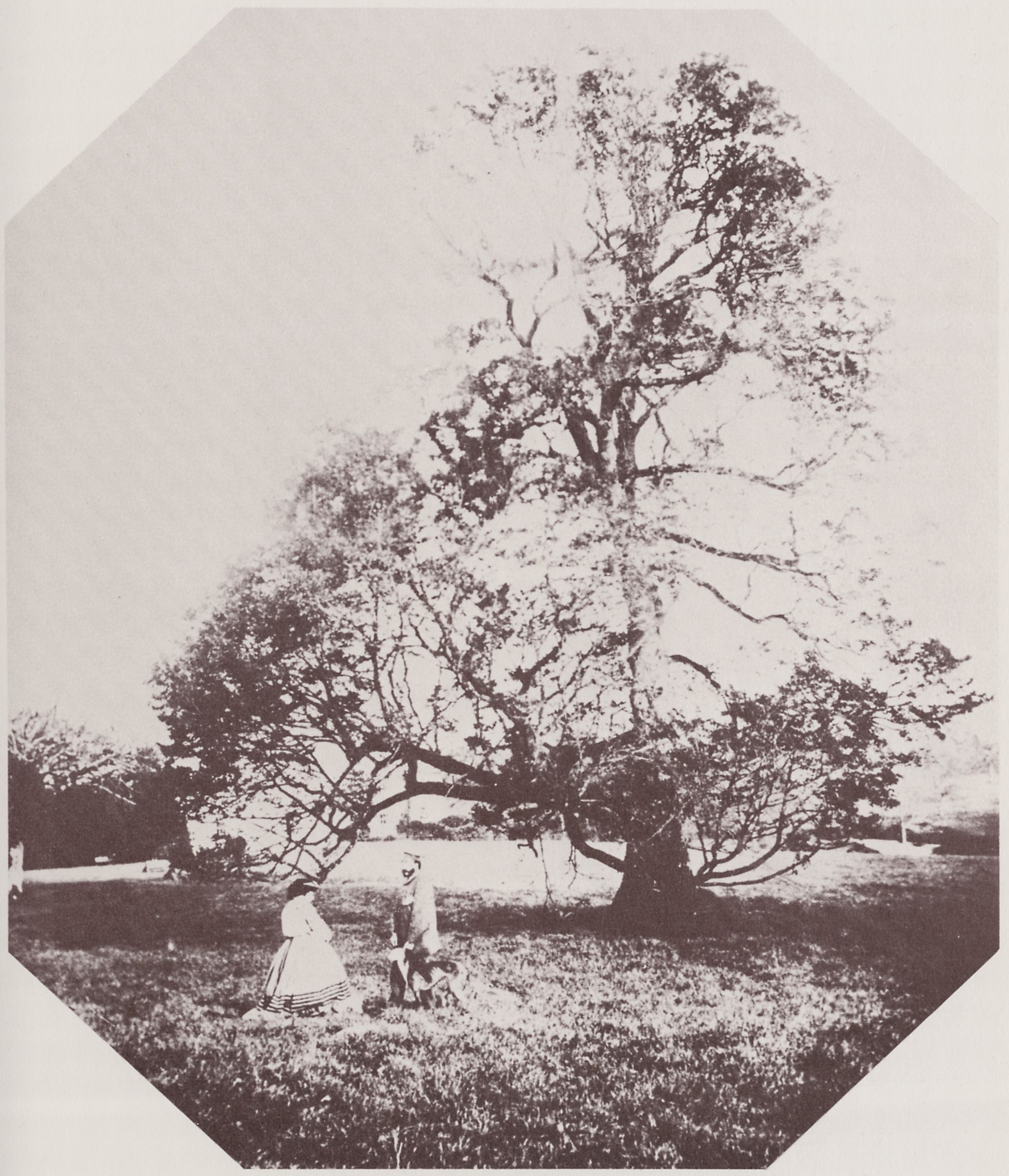
Setkání u velkého stromu
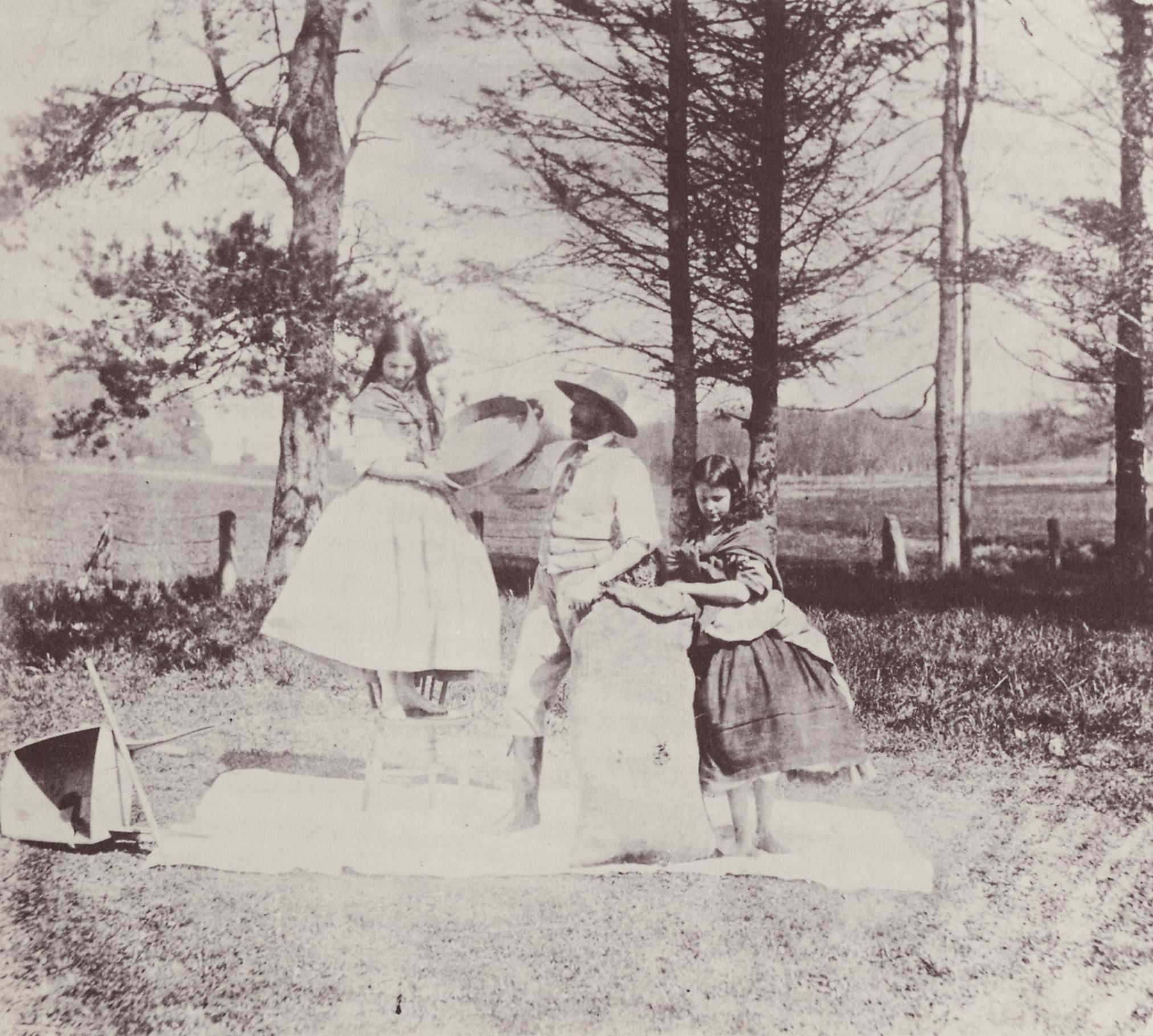
Dvě dívky a muž v přírodě

V roce 1859 se rodina vrátila do Londýna, kde se usadila v South Kensingtonu na adrese Princes Garden 5. Blízký známý Hawardenových, malíř Francis Seymour Hayden, byl přítelem Henryho Colea, prvního ředitele nedalekého muzea Victoria and Albert Museum, s nímž se tak Hawardenovi seznámili. Prostřednictvím Colea vstoupili Hawardenovi do úzkého okruhu vlivných lidí South Kensingtonu. Historička Andrea Hendersonová předpokládá, že dobře znali se skotským fyzikem Davidem Brewsterem a americkým malířem Jamesem McNeilem Whistlerem.
Přízemí domu v South Kensingtonu proměnila Clementina Hawardenová ve své fotografické studio. Nejprve jako objekty používala stoly, židle, zrcadla, koberce a závěsy (Carol Mavorová také zmiňuje indickou cestovní skříňku, schránku posázenou mušlemi, stříbrný pohár, tamburínu, nádherné šaty a čelenku Marie Stuartovny, černou krajku španělské tanečnice, Popelčinu sukni a koště a další předměty) z rekvizit portrétního fotografa, využitelné i pro umělecký portrét. Poté obvyklé rekvizity a standardní pózy ustoupily improvizaci. Nicole Hudginsová z Baltimorské univerzity píše o „intimních hrách s převleky“ matky a dcer a poznamenává, že z hlediska tehdejšího veřejného mínění „holčičí hra“ s panenkami, líčením nebo převleky asociovala „nízké sociální postavení“.
Historička umění Kimberley Rhodesová uvádí, že přestěhováním do Londýna Hawardenová zahájila druhé, zralé období tvorby. Pokračovala ve stereoskopických experimentech, místo krajin fotografovala své dcery, a poté přešla k velkoformátovým portrétům. Pracovníci Victoria and Albert Museum její díla hodnotí jako typická pro ženu patřící k privilegované vrstvě viktoriánské éry. Zatímco mužští fotografové fotografovali na svých cestách, Clementina se musela omezit na prostor vlastního domova. Její nádherné fotografie dcer však posunuly hranice výtvarné fotografie.
Díla z druhého (londýnského) období

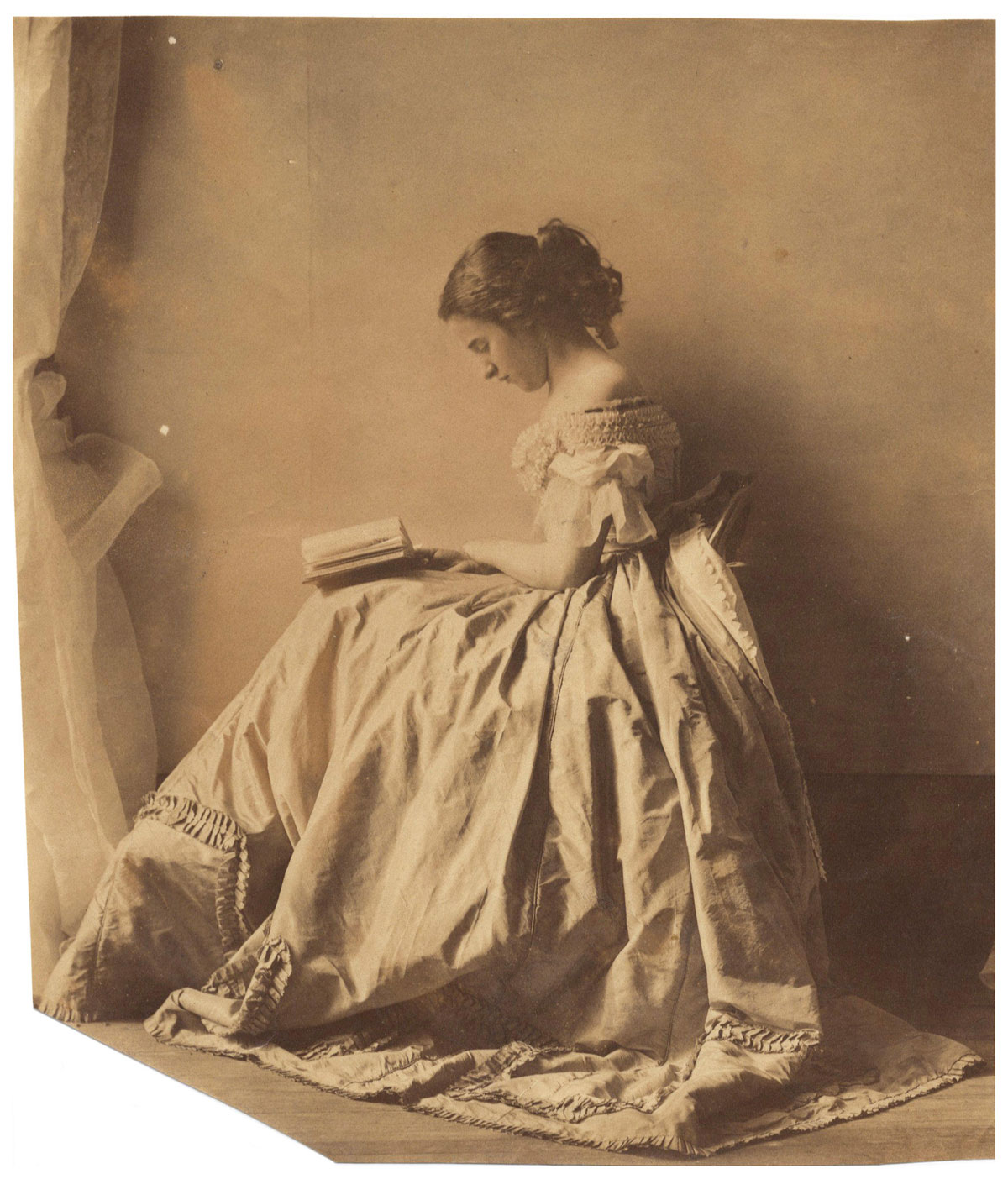
Etuda, asi 1850
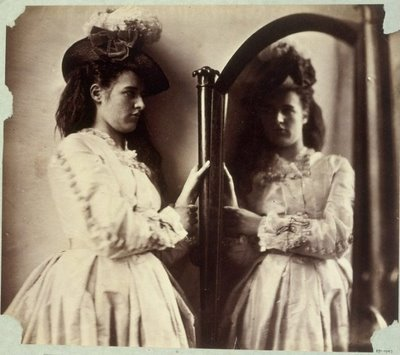
Etuda, asi 1850
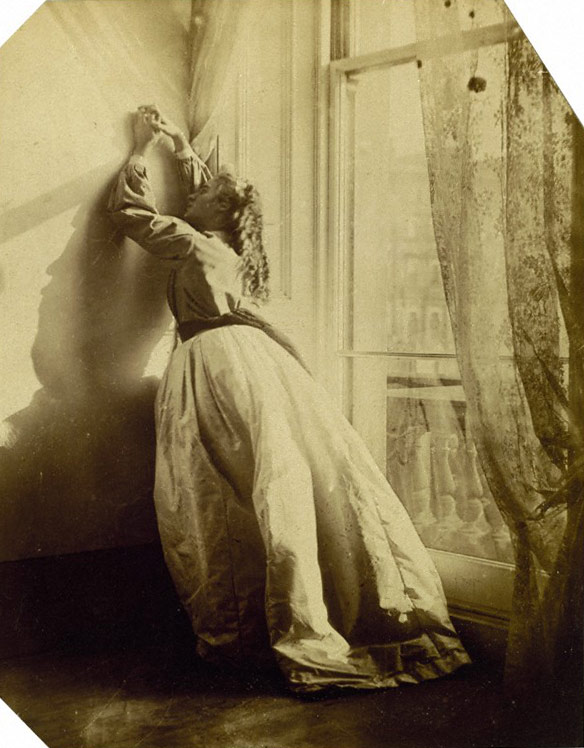
Etuda, 1862–1863
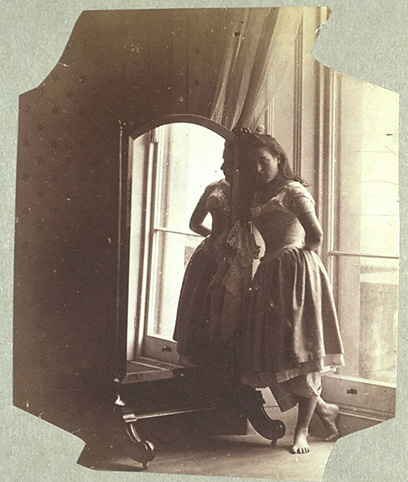
Etuda, 1862–1863
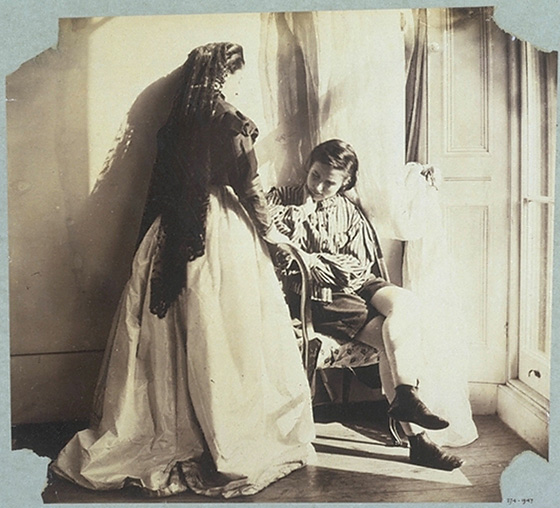
Clementina Maud a Isabella, 1861
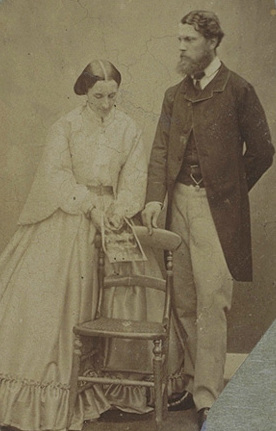
Clementina Hawardenová (?) a Donald Cameron (1835–1905)[pozn. 3]

Clementina Hawardenová poprvé představila své fotografie na výroční výstavě Královské fotografické společnosti v Londýně v lednu 1863 a v březnu následujícího roku byla zvolena členkou Společnosti. Její práce byla na této výstavě oceněna za „uměleckou dokonalost“ a získala stříbrnou medaili za „nejlepšího amatérského vystavovatele“. Edice v roce 1863 uvedly: „Etudy [fotografie Clementiny Hawardenové] by měly být publikovány, důrazně doporučujeme, aby je zhlédl a studoval každý portrétní fotograf.“ Na další výstavě v roce 1864 byla opět oceněna stříbrnou medailí, tentokrát za nejlepší kompozici vytvořenou z jediného negativu. Po smrti Clementiny Hawardenové byla její práce prezentována na mezinárodní výstavě v Dublinu v roce 1865. Její fotografie byly vystaveny pod opatrnými názvy „Etudy (experimenty, studie) z přírody“ (anglicky: Studies from Life) a „Fotografická studia (experimenty, studie)“ (anglicky: Photographic Studies). Vzhledem k převažujícímu vnímání ve viktoriánské společnosti Clementina Hawardenová nepovažovala za možné dát své fotografie do prodeje. Jedinou výjimkou byl charitativní prodej pro Fond budování Ženské umělecké školy (Royal Female School of Art), který se konal ve dnech 23. až 25. června 1864.
Dne 19. ledna 1865 zemřela Clementina Hawardenová na zápal plic. Její imunitní systém byl pravděpodobně oslaben vystavením chemikáliím během jejích fotografických sezení. V nekrologu v British Journal of Photography Oscar Gustave Rejlander napsal:
Pracovala upřímně, dobrým, srozumitelným stylem... Bylo to i v jejím vystupování a komunikaci – upřímná, jednoduchá, dokonce odvážná, i když s ženskou grácií. Její smrt je velkou ztrátou pro umění fotografie, protože mohla v budoucnu pokračovat. To je ztráta pro mnoho, mnoho jejích přátel. Ona [smrt fotografky] je obrovskou ztrátou pro milující rodinu.
Oscar Gustave Rejlander, British Journal of Photography

## Kreativita a její budoucnost

### Inspirace

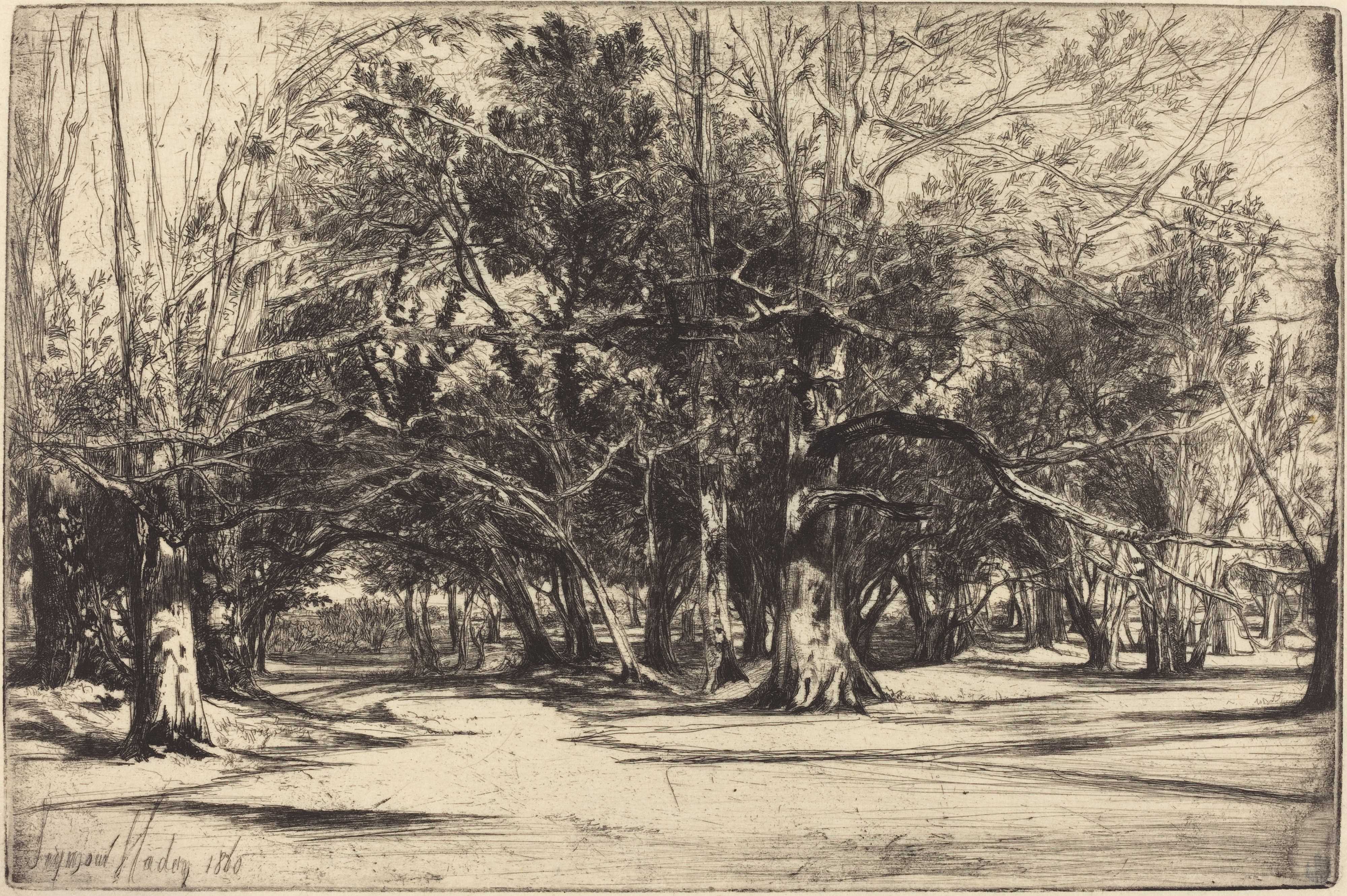
Francis Seymour Haden: Krajina v Tipperary, 1860

Zatímco mnoho fotografií Hawardenové je založeno na příběhu a zahrnuje zachycení epizody vyprávění, neomezují se pouze na vyprávění příběhu události. Historik fotografie a bývalý editor fotografií The Guardian Eamonn McCabe psal o úzkém propojení fotografií Clementiny Hawardenové s výtvarným uměním své doby a zejména s tradicí viktoriánské alegorické malby. Často v obrazech byla vyjádřena myšlenka o odchodu člověka z přírody a světa přirozenosti. V mnoha záběrech pomáhá kombinace světla přicházejícího z francouzského okna a diagonálních stínů vrhaných v pruzích obrazovým prostorem k vytvoření iluze hloubky a perspektivy. Využití výrazného prostoru umělkyně v popředí před ženskou postavou posiluje pocit, jak je sama, a divákovo vnímání neviditelnosti. Zrcadla na fotografiích Hawardenové podle Eamonna McCabea zastupují tři role: symbolické, jsou to kompoziční prvky a reflektory světla.

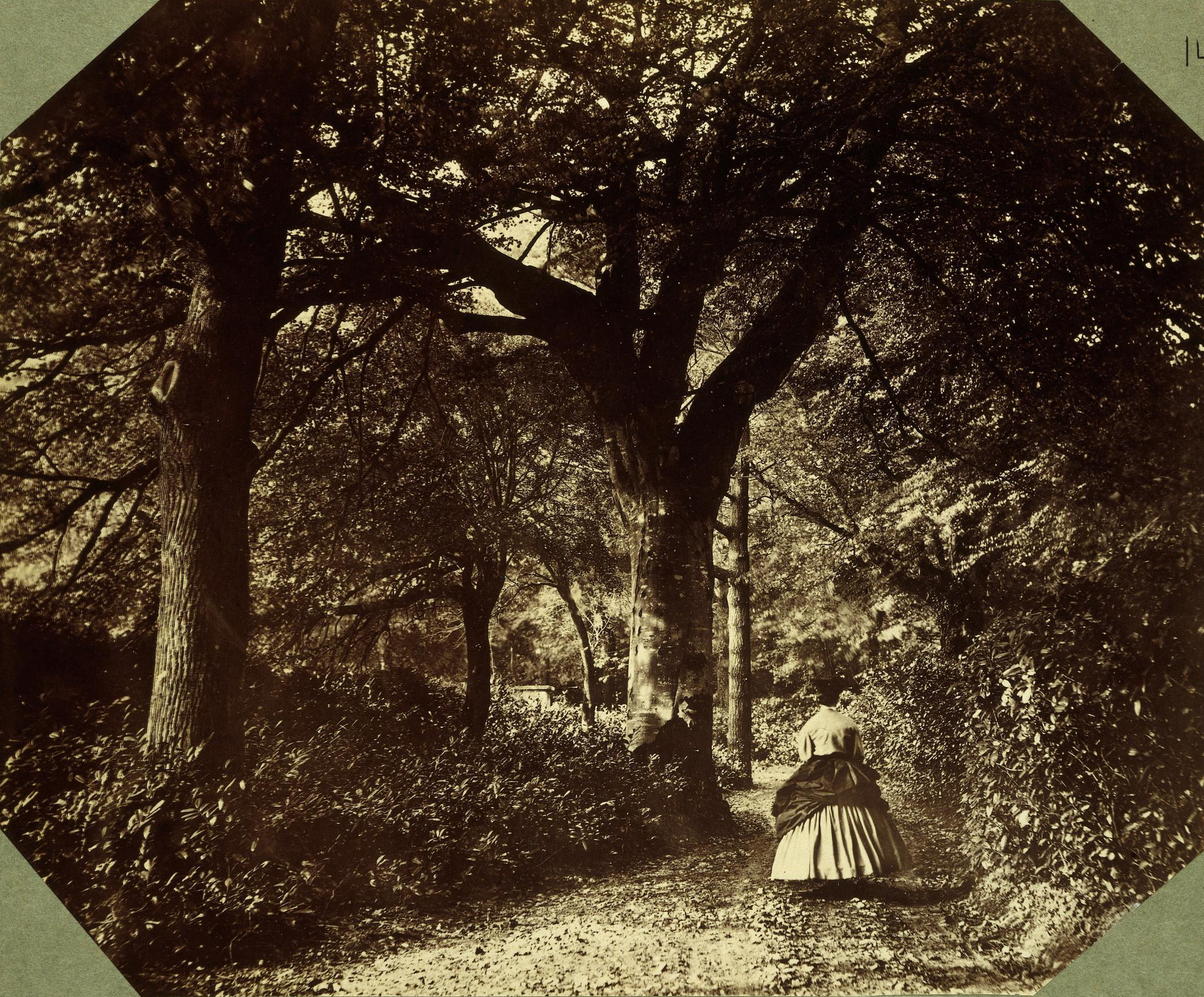
alt = černobílá fotografie krajiny, žena v šatech jde po cestě, zády k divákovi, vysoké stromy

Španělský původ a katolická víra fotografovy matky umožnil některým badatelům navázat spojení mezi díly Clementiny Hawardenové a obrazy starých španělských mistrů s náboženskou tematikou. Kimberly Rhodesová také naznačila, že fotografie autorky byly silně ovlivněny její cestou do Itálie v mládí. Pečlivé studium renesanční malby a účast na karnevalech možná zanechaly otisk na kompozici jejích fotografií a divadelním chování postav. Dalším zdrojem inspirace pro Hawardenovou mohla být výstava z roku 1858. Na ní se mohla seznámit s díly Oscara Gustava Rejlandera, zejména s jeho jednotlivými fotografiemi, z nichž Rejlander sestavil mnohofigurální fotoalegorii Dva způsoby života. Tvrdí to akademik Mark Haworth-Booth, Hawardenová se jimi řídila při vytváření svých „etud“. Na výstavě byl také portrét Cornwallise Mauda, takže to jeho žena nemohla ignorovat.
Virginia Dodierová zaznamenala vliv idylického venkovského života na panství Dundrum na ranou tvorbu fotografky. Fotografie této doby zdůrazňují romantické rysy kopcovitých pastvin s pasoucími se kravami, stromy naklánějící se nad řekou či impozantní útesy lomu. Manžel a děti Hawardenové se také v krajině často objevují. Na fotografiích není ani náznak sociálních konfliktů či dokonce obav místních obyvatel o jejich finanční situaci. Ve stejné době v Dundrum Manor pracoval malíř a rytec Francis Seymour Haden. Některé z Hadenových nejslavnějších tisků jsou krajiny Dundrum, které odpovídají fotografiím lady Hawardenové. Dodierová navrhla, že Hadenovo přátelství s Hawardenovými pravděpodobně začalo poté, kdy jako budoucí chirurg začal asistovat u porodů Clementiny (pravděpodobně kolem roku 1860). Bylo to v době, kdy Haden začal malovat krajiny v plenéru. Lady Hawardenová a Haden dokonce mohli spolupracovat. Kromě krajinářských výjevů a motivů z fotografií Lady Hawardenové si Haden také přímo (alespoň dvakrát) vypůjčil výjevy z fotografií Hawardeniných dcer, aby vytvořil žánrové obrazy, které jsou v jeho tvorbě poměrně vzácné. Udělal to, aniž by veřejně uvedl zdroj své inspirace. Virginia Dodierová to připisovala skutečnosti, že Haden tvrdil, že je hlavním iniciátorem oživení britské rytiny. Skutečnost, že někdy pracoval na základě cizích fotografií, mohla negativně ovlivnit jeho pověst.
Výzkumník Mark Haworth-Booth poznamenal, že představa, že amatérští fotografové viktoriánské éry byli daleko od uměleckých hnutí a technických výdobytků své doby, je klam, ačkoli skuteční virtuosové jsou mezi nimi vzácní. Jako příklad takového výjimečného případu uvedl lady Hawardenovou. I profesionální fotografové obdivovali technickou dokonalost její práce, zejména ve využití osvětlení.
Přibližně od roku 1862 se lady Hawardenová, pracující převážně ze svého domácího ateliéru, soustředila na fotografování svých dcer v kostýmních scénách. Virginia Dodierová navrhla, že snímky Clementiny Hawardenové byly řízeny účastí dívek v amatérských divadelních produkcích a živých akčních filmech (Carol Armstrongová psala o dívčích pózách, které „naznačovaly známé, ale nikdy nerozpoznané zápletky“). Na některých z těchto fotografií dívky dokonce přehnaně gestikulují a drží v ruce nějaký text, který Dodierová vnímala jako režijní scénář nebo text samotné hry. Někteří badatelé připomínají náladu, interiér a kompozici obrazů současníků Hawardenové, amerického malíře Jamese Whistlera a britského umělce Alberta Josepha Moorea. Na těchto záběrech fotografka manipulovala se zrcadly pro vytvoření iluze otevřeného prostoru.
Za další zdroj inspirace považovala Carol Mavorová nizozemskou malbu 17. století, která našla významné podobnosti mezi plátny Jana Vermeera z Delftu a fotografiemi Hawardenové, pocházejícími z londýnského období. Podle jejího názoru to může být způsobeno aktivním používáním camery obscury nizozemskými umělci. Dalším umělcem, který má k práci fotografky blízko, je podle badatelky Samuel Dirksz van Hoogstraten, který vytvořil vlastní propracovaný model camery obscury o velikosti domečku pro panenky. Podrobný popis této stavby se dochoval. Pomocí takového zařízení umělec vytvořil obrazy interiérů holandského domu, které se dochovaly dodnes a jsou prezentovány v muzejních expozicích.
Díla umělců a fotografů, kteří inspirovali Clementinu Hawardenovou:

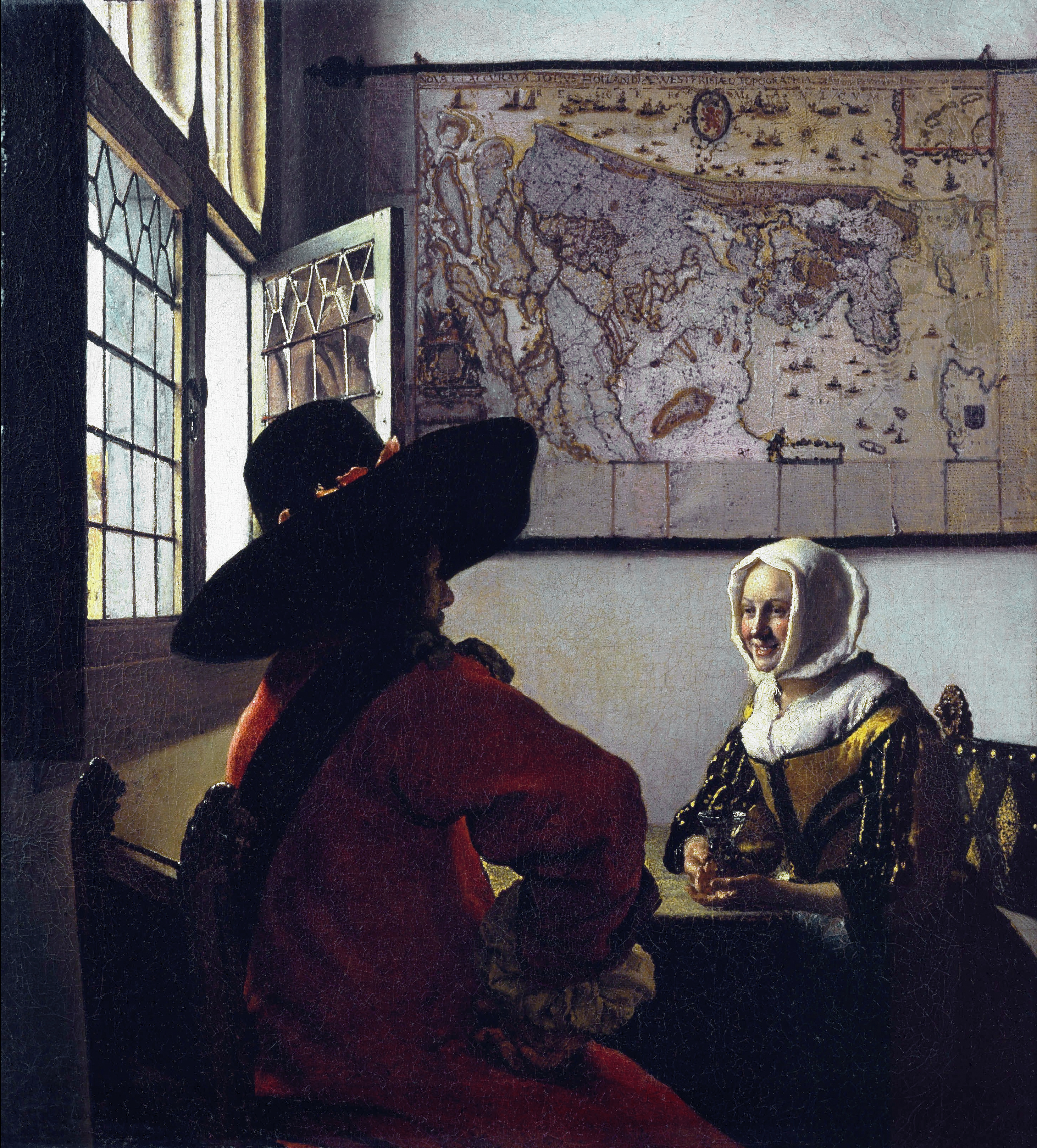
Jan Vermeer: Voják a smějící se děvče, 1657–1659
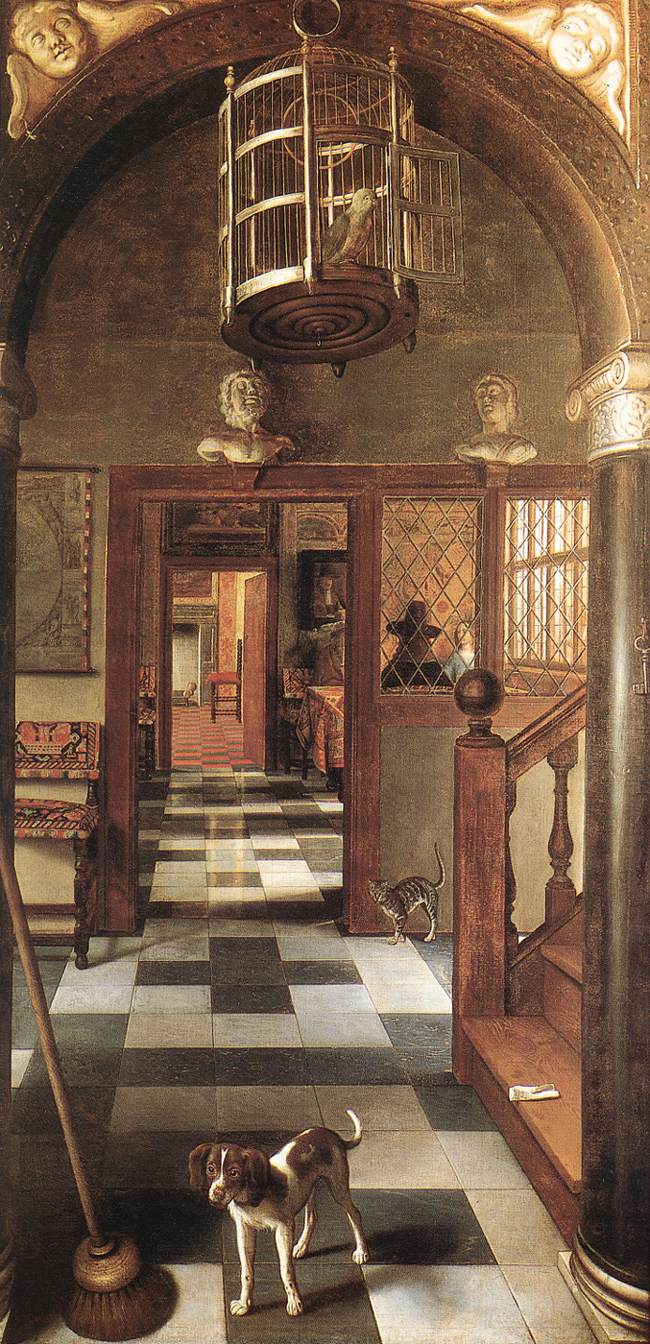
Samuel Dirksz van Hoogstraten: Pohled na chodbu, 1662
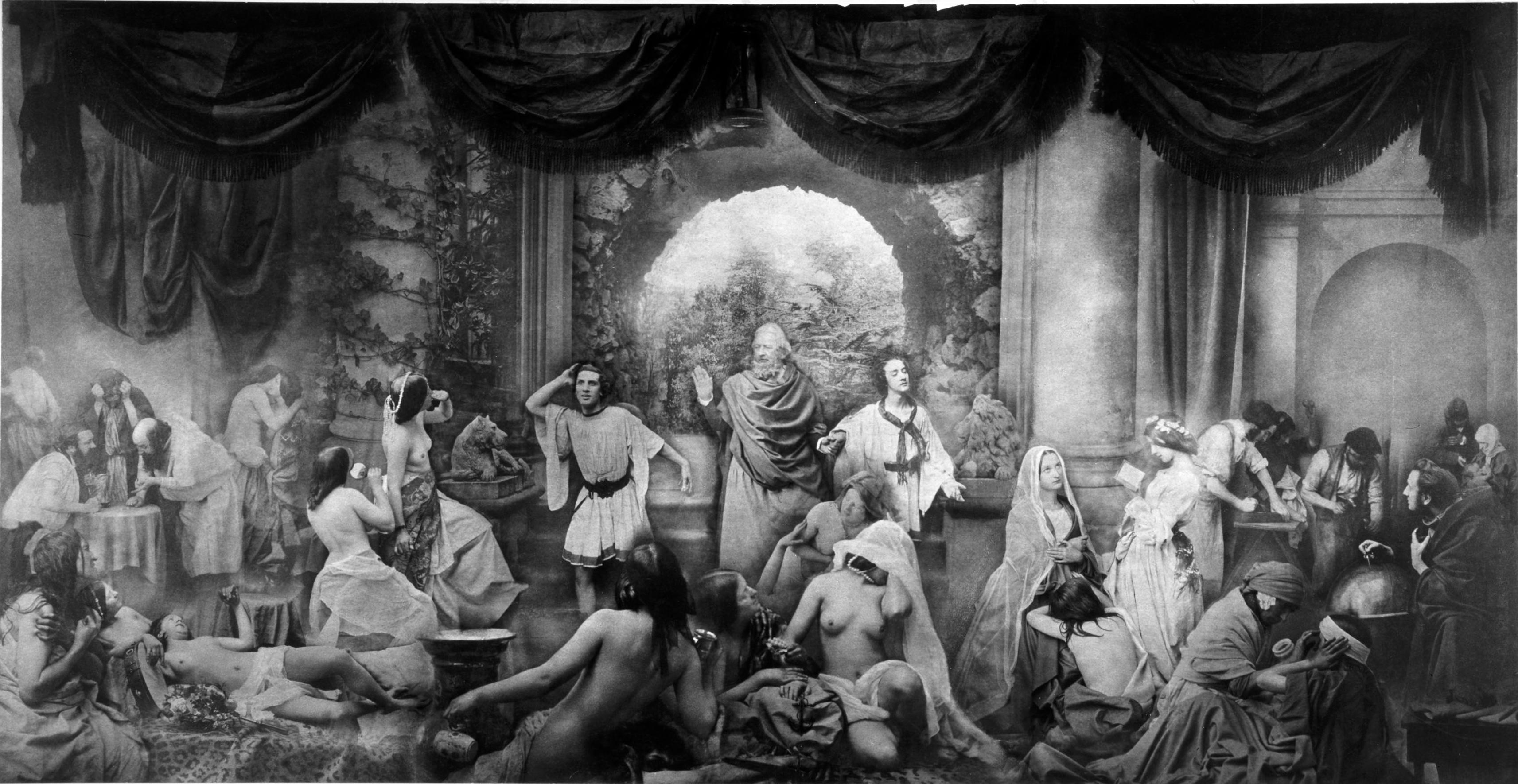
Oscar Gustave Rejlander: Dva způsoby života, 1857
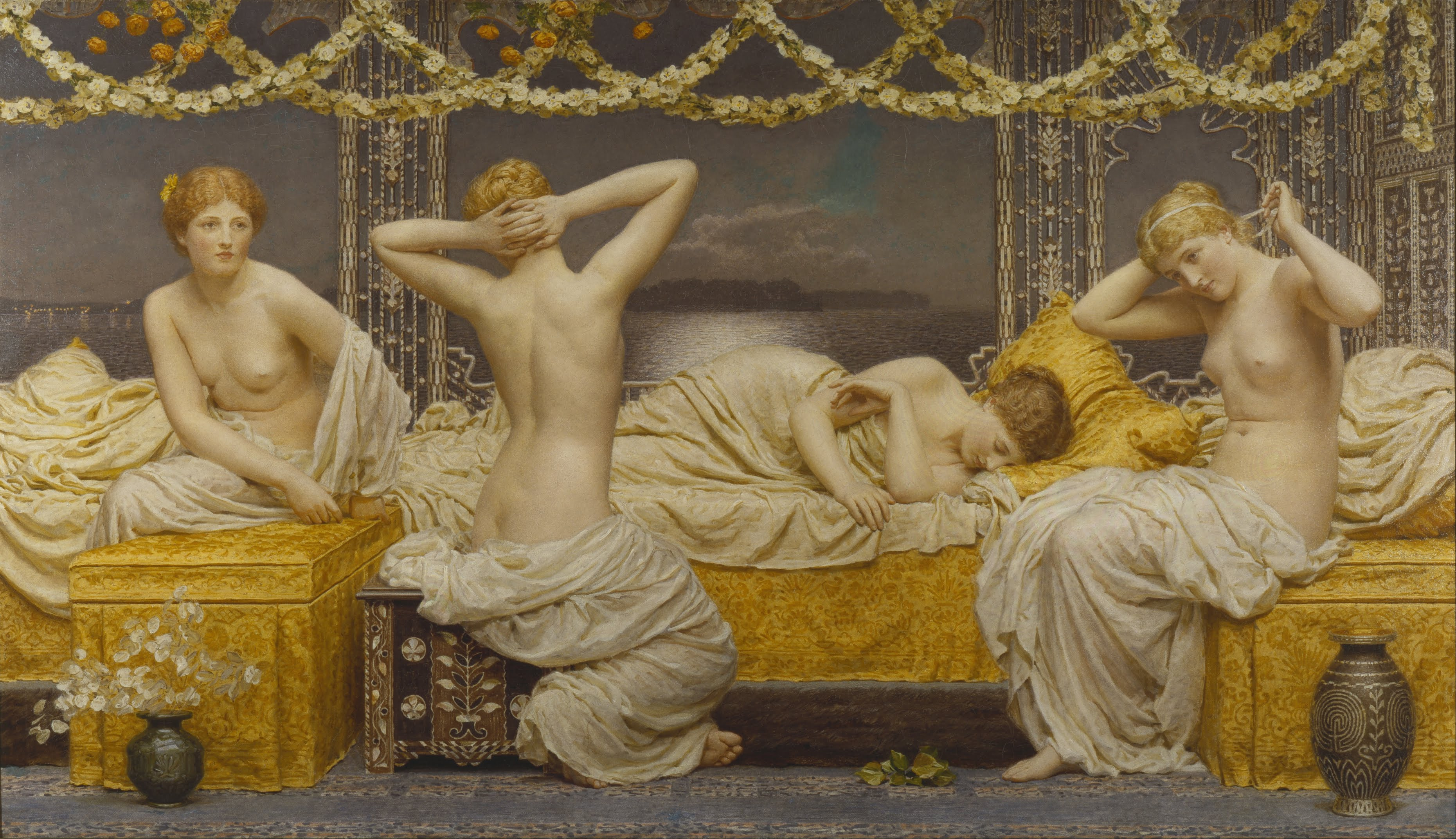
Albert Joseph Moore: Letní noc, asi 1887

### Témata a umělecké rysy fotografií
Výzkumníci Richard a Lindsey Smithovi zaznamenali na autorčiných fotografiích výrazný nedostatek symetrie. Domnívali se, že se fotografka snaží vykreslit intimní „ženský“ prostor domu na samostatných snímcích s důrazem na jeho průměrnost. V takových případech není osamělá postava, byť na pozadí divadelního interiéru a rekvizit, vnímána divákem jako umělec na jevišti. Výzkumníci korelovali podobné fotografie s románem Lady Audley's Secret od tehdejší současnice Mary Elizabethy Braddonové. Braddonová podrobně popisuje interiér a okolí pokoje hrdinky románu. V souladu s dějovou linií muž napadne tento „ženský“ prostor, aby se zmocnil jeho obyvatelky. Román klade sociální otázky. Mezi nimi je i příčina ženské duševní poruchy: ať už je dědičná, nebo je generována postavením ženy ve společnosti. Podle Lindsey a Richarda Smithových se Hawardenová pokoušela přehodnotit roli žen v tehdejší společnosti. Vědci však varovali před možným závěrem, že fotografky chtěly svrhnout tyranii mužů a snažily se získat široká občanská práva.
Lindsey a Richard Smithovi poznamenali, že její dcery hrály mužské role na inscenovaných fotografiích Hawardenové. Ve stejné době byla fotografka obklopena muži (manžel, syn, služebnictvo, blízcí přátelé a příbuzní), kteří jen stěží mohli Hawardenovou odmítnout, kdyby je požádala o pózování. Podle vědců se fotografka zajímala o efekt, kdy žena převezme mužskou roli. Přirovnali to k mužským hercům, kteří hrají ženské role v Shakespearových hrách, píší o konstrukci fotografky „genderových rozdílů a genderových rolí podle kódů oblékání a gest“. Zároveň zaznamenali obtížnost správného „rozluštění“ gest postav na fotografiích Hawardenové, i když jsou na přání fotografa-režiséra přehnaná. Smithovi navrhli, že Hawardenová „zpochybnila mytologizovanou posvátnost krbu“. Vědci psali o rozdílu mezi fotografiemi Hawardenové a fotografiemi Lewise Carrolla. Pro pisatele je interiér vnímán jako prázdný, existuje pouze jako kontext pro obraz sedícího (jako příklad badatelé uvádějí fotografii Alexandry Kitchinové hrající na housle). Pro Hawardenovou je prostor vyplněn proudy světla a jeho odrazy v zrcadlech, stíny od objektů v zorném poli fotografické kamery.
Badatelka Marina Warnerová porovnala fotografie Hawardenové s románem Henryho Jamese What Maisie Knew. Román představuje svět dospělých z pohledu malé dívky. Vidí jejich milostné vztahy, jejich intriky, ale špatně chápe jejich význam. Podle Jamese pro ni byl svět dospělých jako stíny tančící na bílém prostěradle. James vydal svou knihu v roce 1897, kdy byla Hawardenová již posmrti. Podle Warnerové to byla právě fotografka, kdo objevil tento nový, na svou dobu nečekaný přístup k vědomí a světonázoru dospívající dívky.
Virginia Dodierová navrhla, že fotografie dívek u zrcadla byly odrazem fotografčiných úvah o sebeidentifikaci a možnosti rozpoznat „sebe v druhém“. Historička umění věřila, že tyto obrázky odrážejí romantické, dokonce sexuální touhy samotné Clementiny Hawardenové, a dokonce se podivovala: „Věděly o tom dívky, které pózovaly svým matkám? Dodierová nebyla v hodnocení fotografií Hawardenové sama. Lesbická spisovatelka a fotografka Tee Corinne napsala: „Na fotografiích dvou dívek, které spolu Hawardenová zachytila, se téměř vždy navzájem dotýkají, často se objímají. Zdá se, že některé páry se chystají políbit. Jiné vypadají, jako by intimita mezi nimi byla právě přerušena“. Výzkumník Michael Bartram se omezil na poznámku, že na fotografiích Hawardenové se vyskytuje „lehká a nejednoznačná erotika“.

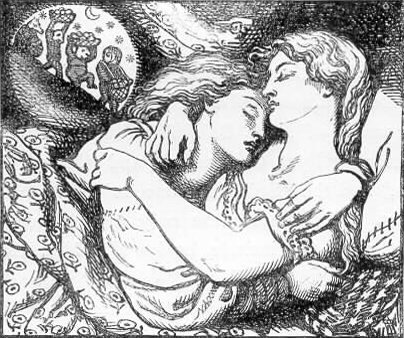
Dante Gabriel Rossetti: Fragment frontispisu vydání básně Goblin Bazaar, 1862

John Pultz, profesor dějin umění na Kansasské univerzitě, napsal v knize The Body and the Lens: Photography 1839 to the Present, že Clementina Hawardenová, stejně jako Julia Cameronová, používala pro fotografie úzký okruh svých nejbližších lidí. Na fotografiích pořízených v 60. letech 19. století nejčastěji fotila své dcery, samotné i ve dvojicích, doma, často před zrcadly, kdy dovnitř proudilo rozptýlené světlo velkými okny. Světlo, zrcadla a okna dělají interiér podle historika útulným a dodávají obrazům zvláštní „smyslnost“, kterou spojoval s domácím pohodlím, za které obvykle nese odpovědnost žena. Z Pultzova pohledu zrcadla neznamenají pouze proces fotografování v obraze, mají svou vlastní „psychosexuální sílu“. Dcery Hawardenové, stojící před svými odrazy v zrcadle, jsou zachváceny „smyslným narcismem“, který je v rozporu se sexuální zdrženlivostí vyžadovanou ve viktoriánské společnosti. Podle Pultze odraz v zrcadle na fotografiích Hawardenové naznačuje roli, kterou hraje „vize a vizualita“ v sexuálním uspokojení.
Americká historička umění Carol Mavorová tvrdila, že fotografie se zrcadly svědčí nejen o ženském narcismu, ale také o odrazu matky v jejích dcerách. V monografii zmínila dvojí narcismus: snahu zachytit obdiv ženy k sobě samé a demonstrovat publiku vlastní narcismus. Na podporu této myšlenky napsala: „Vím, že v dětství si mě moje vlastní matka představovala jako miniaturní kopii sebe sama a já jsem se zase vždy cítila jako její zrcadlo“. Podle umělecké kritičky si Clementina Hawardenová na svých fotografiích hrála se svými dcerami jako s panenkami. Na matčiných fotografiích jsou prezentovány oblečené tak, aby diváka svedly a vyzvaly ho, aby si s nimi hrál: „fotografie jejích krásných dcer lákají k tomu, aby se jich někdo dotkl, oblékl je, upravil jejich šaty, upravil jejich vlasy, aby je objal.“ Mavorová tvrdila, že fotografka, fotografující dívky jako panenky, vyvolává „nejen chuť na krásné věci, ale také chuť na mladá ženská těla“. Jako dílo blízké fotografiím Hawardenové uvedla jako příklad báseň Goblin Bazaar od anglické básnířky Christiny Rossettiové (sestra malíře a básníka Dante Gabriela Rossettiho), vytvořenou v roce 1859. Podle Mavorové se smyslná přitažlivost fotografky ke svým dívkám příliš neliší od vzájemné přitažlivosti hrdinek básně Lizzie a Laury – v obou případech tyto přitažlivosti (Mavorová je nazývá „pochutiny“) „představují požírání toho druhého a požírání sebe sama“.

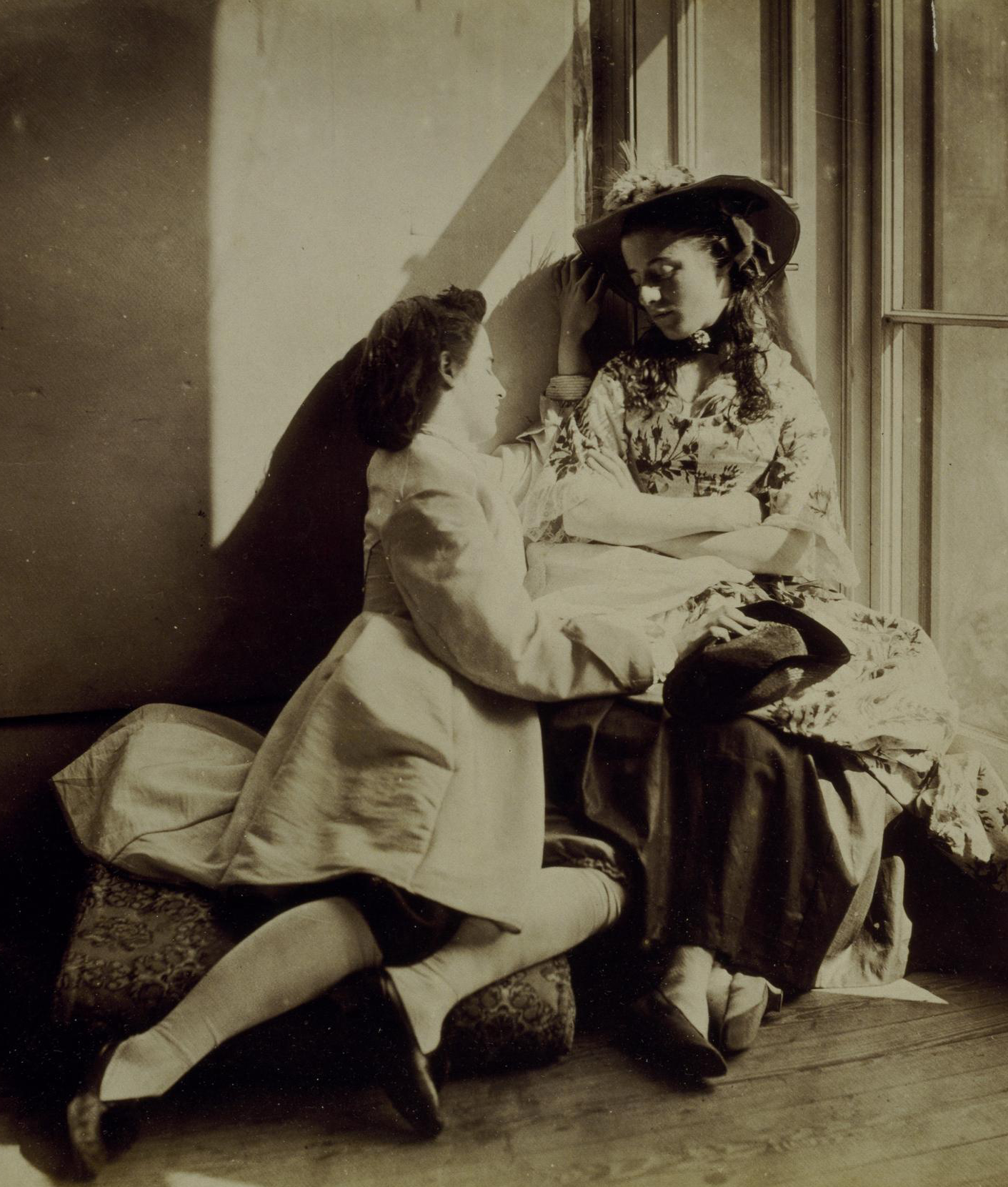
Clementina Hawardenová. Clementina a Isabella Grace Maud, 1863–1864

Mavorová upozornila na některé jednotlivé techniky zobrazování Hawardenových dcer před zrcadlem: na jedné fotografii „skutečná“ Clementina stojí skromně po straně zrcadla a „odražená“ Clementina zírá na diváka zepředu, zatímco obě se navzájem dotýkají rukou; na obrázku Clementina v orientálních šatech, stojící před zrcadlem v těsné podprsence, pokrývce hlavy a závoji, divák detekuje rozostření „skutečné“ dívky, která velmi kontrastuje s jejím jasným ostrým zrcadlovým obrazem, odraz Clementiny opět dává širší pohled na obličej a tělo dívky.

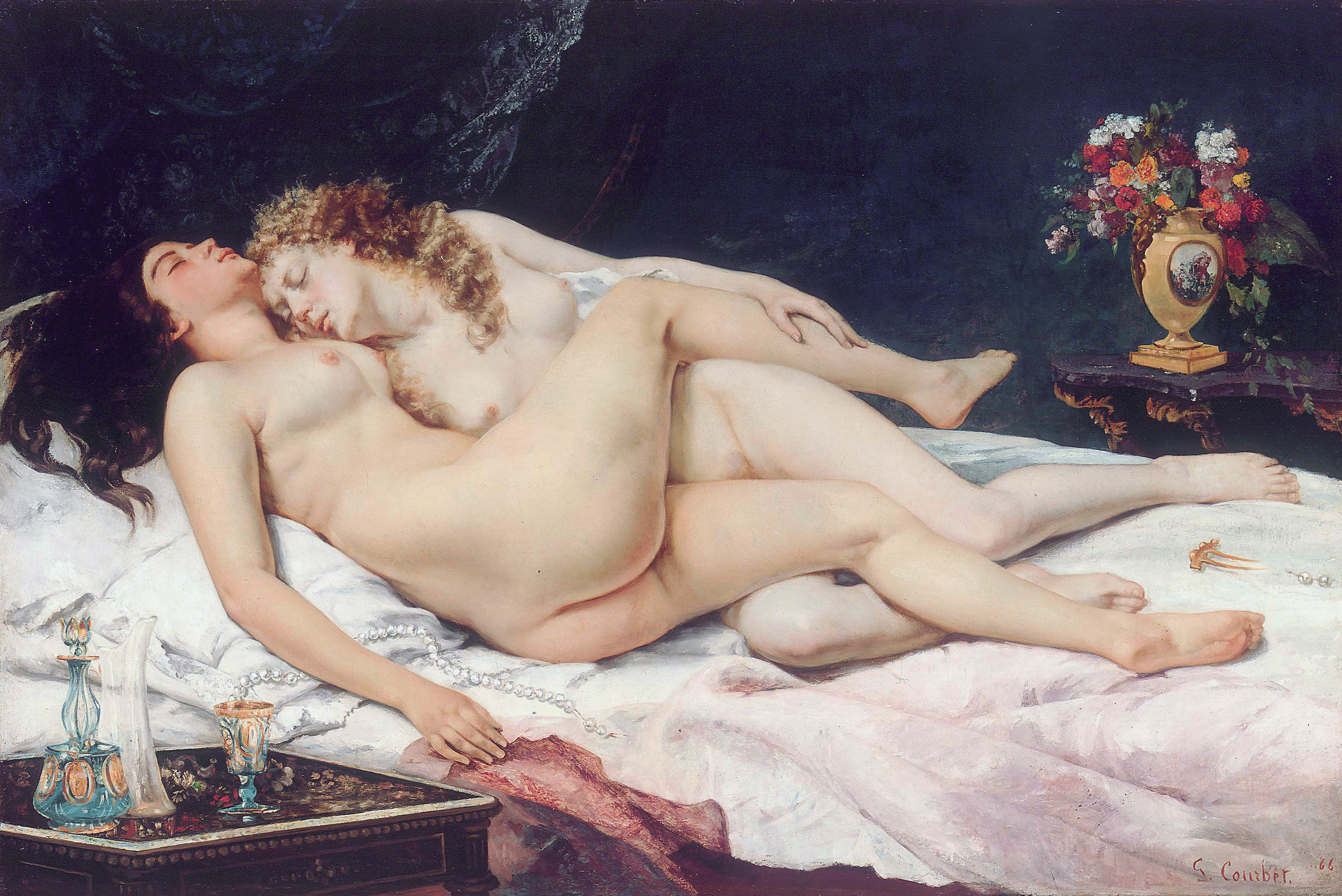
Gustave Courbet: Spánek (Lenost a neřest), 1866

Carol Mavorová ve své knize poukázala na aktivní využívání stereofotografie tvůrci pornografických snímků v době královny Viktorie. Kromě vytváření stereoskopických snímků krajin v raném (dundrumském) období své tvorby, již v londýnském období, Hawardenová vytvářela stereofotografie svých dcer. Mavorová také srovnávala přítomnost dvou dívek najednou na fotografiích matky s „nejznámějšími heterosexistickými mužskými fantaziemi o dvojích rozkoších“ (anglicky: most renowned heterosexist male fantasies of double pleasures.) Dozvuky takových fantazií našla například na známém plátně současníka fotografa francouzského malíře Gustava Courbeta Spánek. Porovnala také fotografie dcer Hawardenových s fotografiemi baletek, které pořídil další francouzský impresionistický umělec Edgar Degas. Mavorová psala, citující americkou historičku a kritičku umění Abigail Solomon-Godeau, o „intimitě mezi tanečnicí a prostitutkou.“ Mavorová zároveň zdůraznila, že dcery Hawardenové na fotografiích své matky nebyly nikdy zcela nahé. Vždy byly oblečeny alespoň do spodního prádla, nahé mohl být pouze kotník, rameno nebo hrudník. Pouze pózy a artefakty v interiéru naznačují erotický obsah obrázků. Mavorová také poznamenala, že ve viktoriánské době existovaly zcela odlišné představy o pornografii. Takže například pornografické obrázky byly ty, na kterých si dívka zašněruje korzet, sedí na posteli, svléká si punčochy, zvedne sukni, aby si zašněrovala boty, ukloní se před divákem, který jen stěží pod podprsenkou vidí její prsa.
Mavorová při popisu sexuální povahy fotografií Hawardenové věří, že v procesu práce na nich matka s odkazem na obraz své dcery řekla: „Zbožňuji tě. Jsi krásná. Chci tě zachytit na svých fotografiích, abych tě mohl mít. V dalším fragmentu své knihy autorka píše o manipulaci fotografky s vlastními „panenkovými“ dcerami. Dokonce tvrdí: „Hawardeniny fotografie jejích dcer podobných panenkám jsou rozšířením její sbírky krásných věcí.“ Na oplátku se vzorné dívky z pohledu Mavorové chovají koketně a s fotografkou a matkou flirtují. „Flirtování je srdcem fotografií Hawardenové“, napsala.
Na některých snímcích se dvěma dcerami si fotografka „pohrává“ s pravidly a rituály námluv přijatými v sekulární společnosti. Její dcera Clementina na takovýchto fotografiích obvykle hraje roli bezcitné milenky, zatímco její druhá dcera Isabella Grace Maud je dívka, do které je zamilovaná. Děj se odehrává na holé dřevěné podlaze, nikoli v krajině romantického lesa, jak by se dalo čekat. Clementina na jedné z těchto fotografií Isabellu Grace neobjímá, ale jen se prsty dotýká okraje klobouku, což naznačuje jemnost vnějšího vyjádření silných pocitů, které prožívá. Obecný stín, který hrdinky fotografie vrhají na zeď, podle Dodiera naznačuje i blízkost postav k sobě. Naopak kurátor Michael Bartram píše o projevu přehnaných emocí na fotografiích fotografky: její dcery padají na podlahu a pod vlivem silných emocí nejsou schopny vstát, jsou přistiženy ve „tkaní závěsů a dlouhých vlasů“, ohnuté přes toaletní stolky.

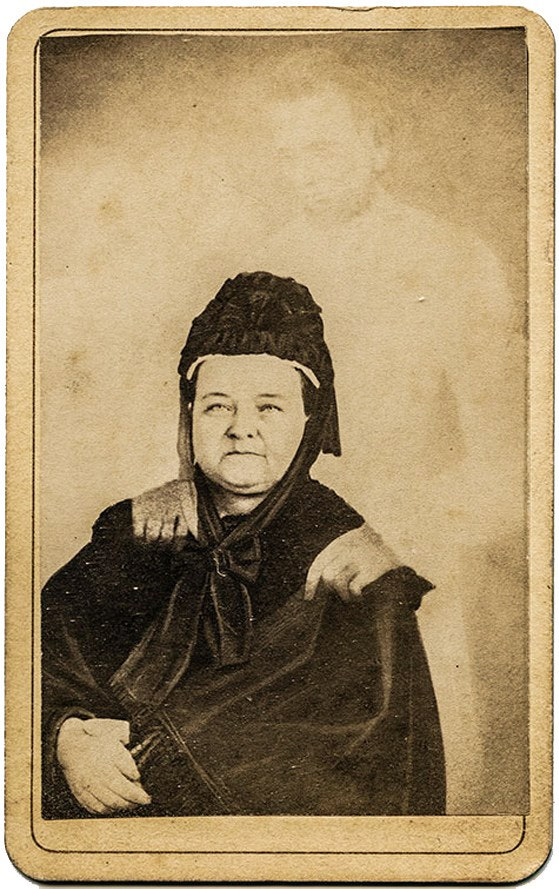
William H. Mumler: Jeden z Mumlerových nejznámějších spirituálních snímků, který údajně zobrazuje Mary Todd Lincolnovou s duchem jejího zesnulého manžela Abrahama Lincolna, asi 1869

Profesorka Londýnské univerzity, členka Britské akademie a prezidentka Královské literární společnosti Marina Sarah Warnerová napsala, že Clementina Hawardenová představila divákům fotografie svých dcer jako portály („magické brány“) do jejich vnitřního světa. Podle jejího názoru snímky odrážejí nejniternější sny dívek a dávají divákovi pocit, že je vpuštěn do jejich „soukromých rituálů“ a nejintimnější pocity. Profesorka napsala, že zatímco návštěvníci Madame Tussauds na Baker Street se dívali na voskovou figurínu Šípkové Růženky, dcery Hawardenové zvaly diváka, aby „překročili práh své fantazie“. Pomocí zrcadel a francouzských oken na fotografiích měla matka zjevnou radost z toho, že dívky vykreslovala jako „tajemná dvojčata“ (pózující modelka a její odraz), „sice sestávající z masa a kostí, ale znásobeného odrazy a projekcemi“, a také z fotografické kompozice a ze sebe sama. Badatelka poznamenala, že na svých fotografiích Hawardenová zkoumala „různé odstíny a stupně ponoření do sebe sama a pohlcení fantazií“. Warnerová považovala za možné aplikovat na práce takových viktoriánských fotografů jako Cameronová, Hawardenová a Carroll slova Horacia „jaká malba, taková poezie“ (latinsky Ut pictura poesis). Tito tři fotografové vytvářeli originální kompozice, které byly spíše narativní, než aby pasivně kopírovaly či zachycovaly skutečné události a proměňovaly své přátele, služebnictvo nebo vlastní děti v „ideální objekty“. Warnerová postavila vedle sebe jejich „obrázky snů“ se spirituálními fotografiemi viktoriánských duchů. Tyto dvě praktiky se podle jejího názoru vyvíjely „vedle sebe“ (například Julia Margaret Cameronová otevřeně prohlásila, že chtěla fotografovat „duše“ svých sester). Pokud však spiritistické fotografie představují „absurdní, nechutnou a trapnou epizodu“ v dějinách umění, pak fotografie Carrolla, Hawardenové a Cameronové skutečně ukazují „ducha, duši, přízraky a hmotné prostředky oka mysli“.
Spisovatelka a redaktorka významných časopisů Ingrid Sischy poznamenala, že fotografka se zaměřila na „nepolapitelné a originální téma: nálady a myšlenky... vnitřní život dívek“. Doktorka filosofie z Univerzity v Kentu Helen Grace Barlowová považovala autorčiny fotografie za „izolované obrazy mnoha emocí, které tvoří postavu“.

### Clementina Hawardenová, prerafaelité a piktorialisté

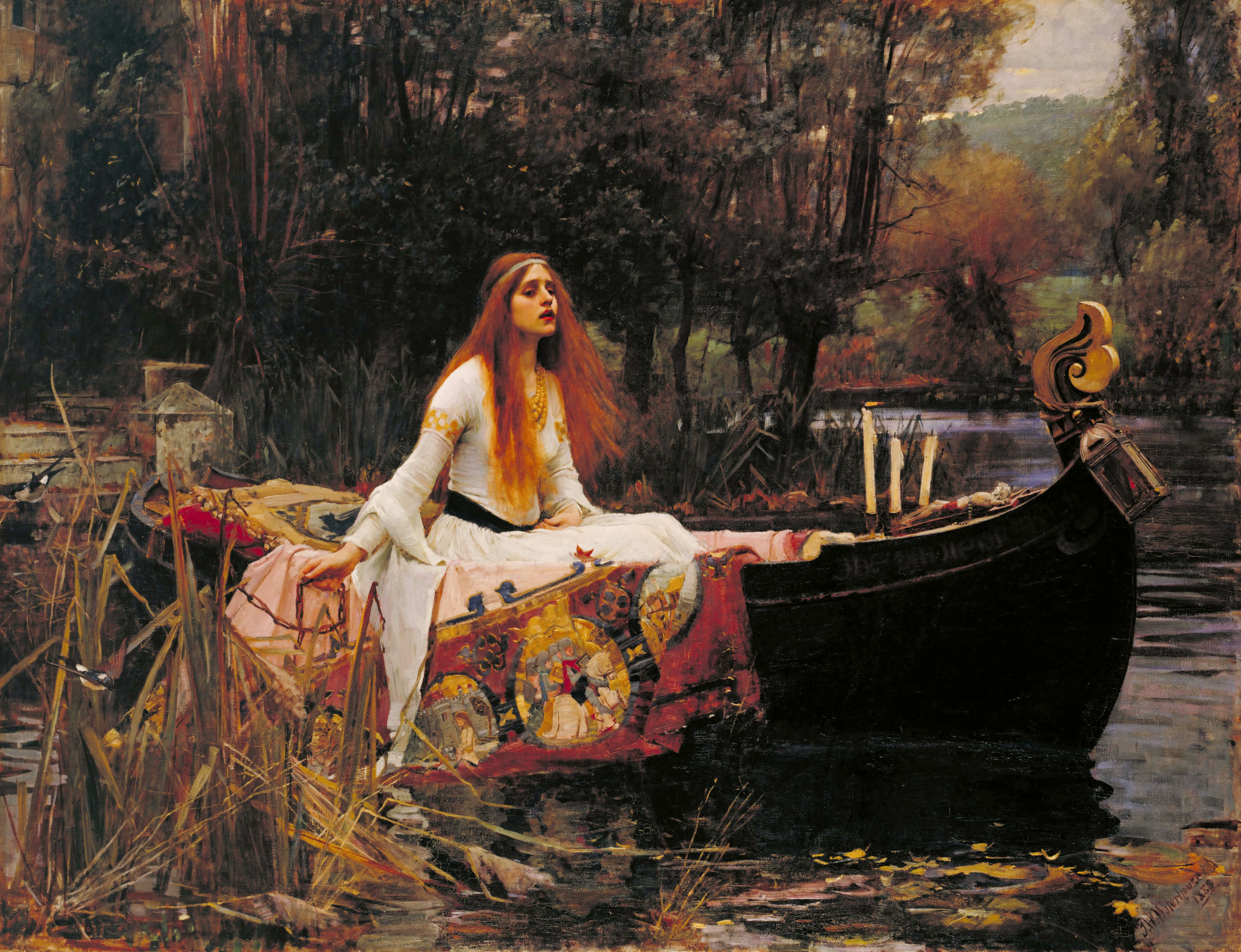
John William Waterhouse: Paní ze Shalott, 1888

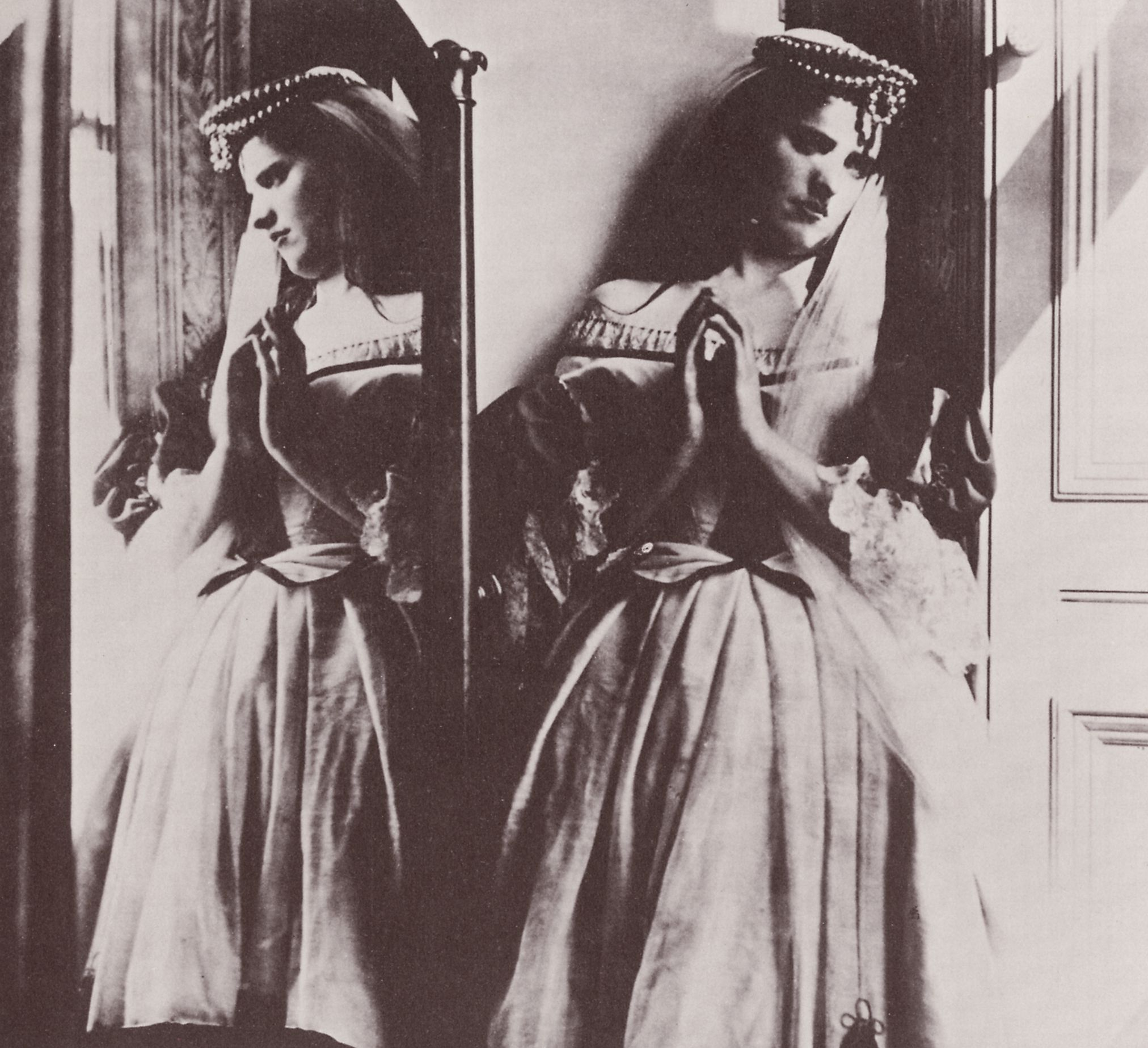
Clementina Hawardenová: Dívka před zrcadlem oblečená ve středověkém stylu, datum neznámé

Michael Bartram v knize The Pre-Raphaelite Camera: Aspects of Victorian Photography uvažuje o díle Hawardenové v kontextu umělecké školy Prerafaelitů. Tvrdil, že její „vize světa“ odpovídá názorům střední viktoriánské éry a prerafaelských umělců, kteří pracovali přesně v té době. Mezi aspekty této korespondence vyzdvihl klaustrofobii, zájem o svět pocitů a snahu mu vzdorovat (což se vizuálně projevuje odmítáním krinolín a představou dlouhých vlasů neupravených do účesu), ukázkou ztráty vědomí hrdinou nebo jeho smrt, vystavení zrcadel a středověkého roucha. Michael Bartram napsal, že dívky na fotografiích své matky často hrají epizody středověkých legend. Středověký kostým a přítomnost zrcadla na obrázku (například na fotografii „Dívka v maškarních šatech“ (anglicky: Girl in Fancy Dress, asi 1860, sbírka Victoria and Albert Museum) umožňují z jeho pohledu připustit možnost zobrazení epizody básně Alfreda Tennysona „Paní ze Shalott“ na snímku. Toto podobenství o hrůze z probuzení do skutečného života bylo ilustrováno obrazy vůdců prerafaelského hnutí Johna Everetta Millaise, Dante Gabriela Rossettiho a Williama Holmana Hunta. Zrcadlo ve viktoriánském umění symbolizovalo napětí mezi uměním a životem.
Badatel Graham Clark se domníval, že ačkoli bylo dílo Clementiny Hawardenové do určité míry ovlivněno prerafaelity, její práce má výrazný analytický přístup, který není pro prerafaelity charakteristický, vyhýbá se jak dokumentárnímu, tak extrémnímu subjektivismu portrétování. Porovnal fotografie Hawardenové s románem Villette britské spisovatelky Charlotty Brontëové, napsaným v roce 1853. Podle výzkumníka bylo pro fotografku důležité odhalit jednotlivá „já“ svých hrdinek. Dlouhé šaty Hawardenových dcer srovnával s rouchem vězňů a interiéry jejích fotografií s vězeňskými celami, které vypadají spíše než obývací pokoje. Postavy na obrázcích jsou osamělé a zdá se, že jsou pod přísným vnějším dohledem. Jejich stav se příliš neliší od vnitřního neklidu hlavní hrdinky románu Brontëové, slečny Lucie Snowové, která se snaží překonat sociální omezení uvalená na ženy.
Virginia Dodierová věřila, že umělčino kreativní využití dědictví jejích předchůdců a současníků stále naznačuje, že Hawardenová byla ovlivněna Prerafaelity. Samotní současníci lady Hawardenové však její fotografie mezi umělecká díla související s tímto trendem nezařadili. Oscar Gustav Rejlander například prohlásil: „V její tvorbě nebylo nic z mystiky nebo vlámštiny.“

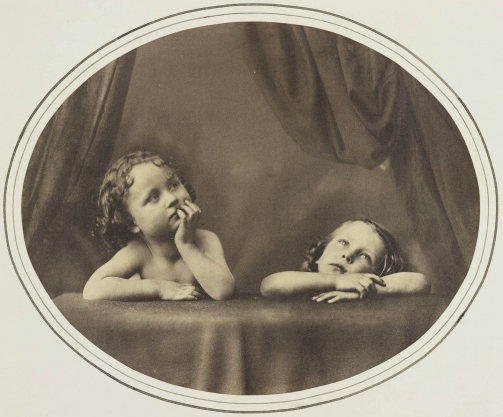
Oscar Gustav Rejlander. Dva andělé (na základě fragmentu spodní části Raffaelovy Sixtinské madony), 1857. Ze sbírky rodiny Hawardenových

Nakolik byli vědci schopni zjistit, tak Clementina Hawardenová neudržovala vztahy s žádným z členů prerafaelské skupiny a také nikdy ve své práci necitovala ani nereprodukovala žádné z jejich děl. Ale podle Dodierové byla jasně ovlivněna piktorialistickými fotografy, včetně Oscara Rejlandera, Charlese Thurstona Thompsona a plukovníka a amatérského fotografa Archibalda Stuarta-Wortleye, kteří pravděpodobně působili jako její mentoři. Rejlander napsal nekrolog pro rodinu Hawardenovou, Hawardenovi měli kopii jeho fotografie interpretující fragment obrazu Sixtinské madony od Raphaela Santiho. Hawardenová mohla být jedním ze studentů Thurstona Thompsona, oficiálního fotografa pro South Kensington Museum (jak se tehdy Victoria and Albert Museum jmenovalo), které se nacházelo nedaleko jejího domova. Technika fotografování Clementiny Hawardenové, která umožňovala použití docela krátkých expozic bez obětování fotografické kvality, poukazuja na obeznámenost s výzkumem Stuarta Wortleyho.
Práce fotografky je většinou badateli odkazována na raný piktorialismus. Clementina Hawardenová začínala s fotografiemi krajiny, pak přešla k velkoformátovým portrétům. Často fotografovala své dcery (což se vysvětluje tím, že pro fotografku je obtížné najít modelky), obvykle ve smyslných pózách. Fotografka nezanechala poznámky o své práci. Obrázky nepojmenovávala a nazvala je „Etudy (experimenty, studie)“. Clementina Hawardenová nikdy nepoužila umělé osvětlení, ani montáž negativů charakteristickou pro některé piktorialisty. Pozornost fotografky upoutal každodenní život aristokracie, portréty jsou nutně součástí domácího interiéru. Virginie Dodierová se pokusila vysvětlit význam termínu „etudy“, který Clementina Hawardenová použila pro své fotografie. Historička umění se domnívala, že tento termín označuje lpění na umělecké tradici, v níž je forma ceněna nad obsahem a není založena na vyprávění, ale na pozorování a reflexi. Dodierová věřila, že aplikováním této tradice na fotografii Lady Hawardenová „mohla navrhovat, stejně jako zaznamenávat, vyvolávat, dokumentovat, naznačovat i vyprávět.“
Kimberly Rhodesová si všimla síly díla fotografky v její dobře vyvážené kompozici, která naznačuje zrání subjektu. Zrcadla a orientální vzácnosti často fungují jako rekvizity a dívky na fotografiích působí jako divadelní herečky. Jejich postavy jsou obvykle umístěny v rozích místností a vytvářejí klaustrofobní i intimní atmosféru, která divákovi umožňuje nahlédnout do života viktoriánských dívek a žen z vyšší třídy, omezeného na rodinný kruh.

### Clementina Hawardenová a současná fotografie

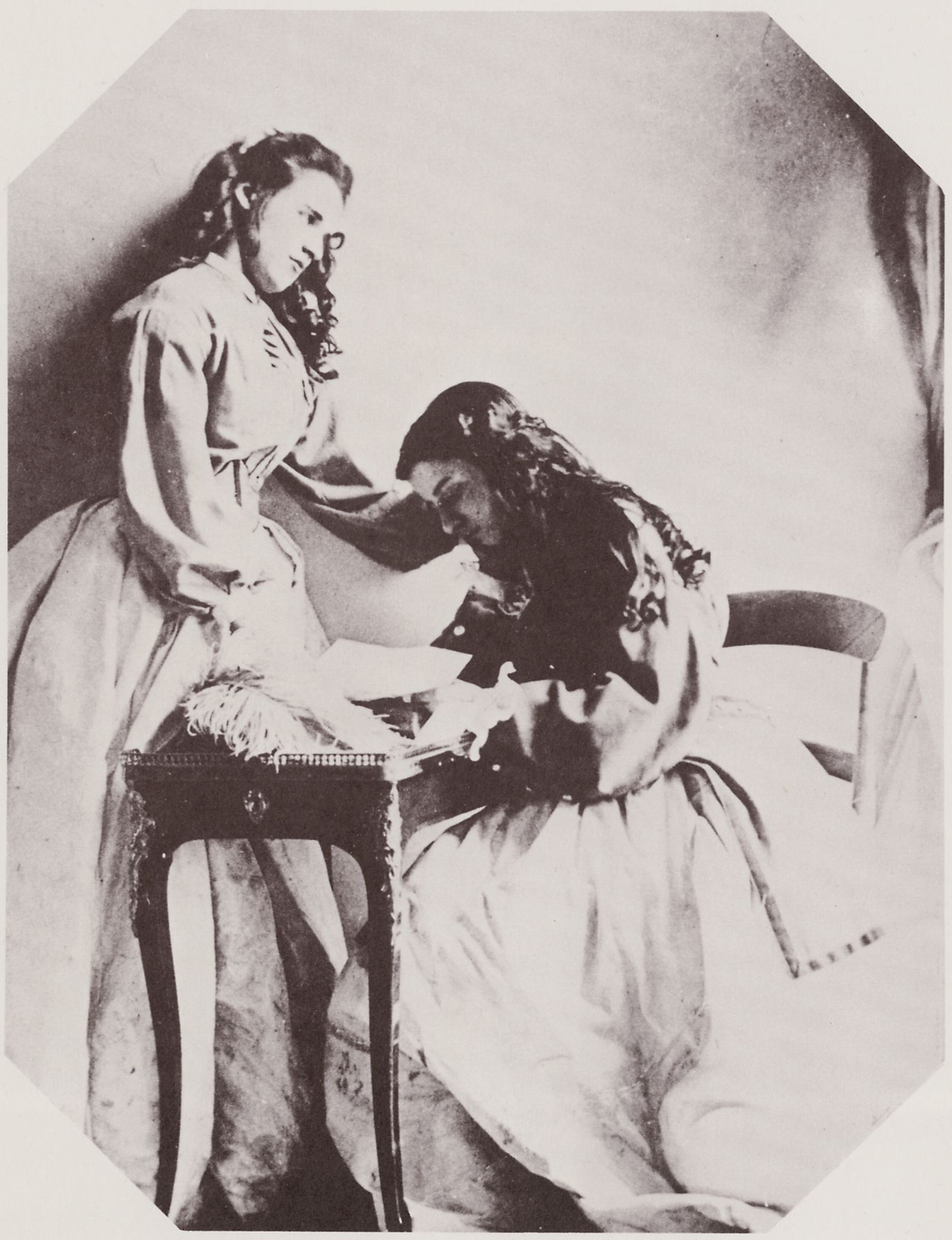
Clementina Hawardenová. Sedící a stojící dívky

Kimberly Rhodesová považovala vliv tvorby Hawardenové na tvorbu současné americké fotografky Sally Mannové za nepopiratelný. Eugenia Perry Janisová viděla blízkost práce Hawardenové k práci současných fotografek Sally Mannové a Andrey Modica. Inspiraci čerpají také z úzkého rámce rodinného tématu a nacházejí v něm „univerzální“ začátek. Stejně jako Lady Hawardenová i Mannová zkoumá rychle se měnící nálady mladých lidí, snaží se identifikovat původ sexuality moderních dívek, zachycuje každodenní život svých hrdinů. Pokud však Hawardenová vyjádřila své myšlenky jazykem divadelních rekvizit, pak Mannová používá obrazy „přirozené“ nahoty.
Carol Mavorová zdůraznila, že Clementina Hawardenová i Sally Mannová používaly jako modelky své vlastní dcery. Zaměřují se na adolescenci, její nejednoznačnost (věk mezi dospělým a dítětem) a sexualitu. Obě matky například fotografovaly dívky ve spodním prádle, které jim odhalovalo kotníky. Podle výzkumnice vnímaly dcery jako erotické subjekty, přičemž Hawardenová ukazovala viktoriánský ženský svět „jako efektivně homoerotický“. Obě fotografky využívaly k fotografování nejen adolescenty, ale jejich přístup je podle Mavorové „také v podstatě teenagerovský“. Jejich tvorba zdůrazňuje rozpory mezi dospělostí a dětstvím, maskulinitou a ženskostí, odpovědností a hrou, sexualitou a nevinností. Avšak na rozdíl od Mannové, na jejíž fotografiích je často vidět „poutání a rivalita mezi sourozenci“, fotografie Hawardenové vždy zobrazují dcery ve stavu vzájemné harmonie: dívka roní slzy na klíně své sestry; jedna se opatrně dotýká pramene vlasů druhé... V těchto fotografiích není žárlivost, soutěživost, úzkost, vztek, chlad, zklamání, závist ani intriky. Za hlavní rozdíl mezi díly Mannové a Hawardenové považovala Carol Mavorová jejich účel. Díla viktoriánské fotografky byla určena pro úzký okruh rodinných příslušníků, uchovávala se v domácích albech. Fotografie Sally Mannové jsou určeny k publikaci a vystavení na výstavách. Syn Mannové, Emmett, je na snímcích stejně často jako její dvě dcery a Hawardenová ignorovala svého jediného syna Cornwallise. Malý je i počet fotografií, na kterých je zachycen manžel fotografky. Mavorová poznamenala, že ačkoliv jsou obvinění Mannové z vytváření pornografie a ignorování jejích mateřských povinností rozšířená, Hawardenová je obvykle považována za příkladnou matku („matka anděl“) a obecné publikum popírá sexuální povahu jejích fotografií.

### Sbírky děl Clementiny Hawardenové a jejich studie

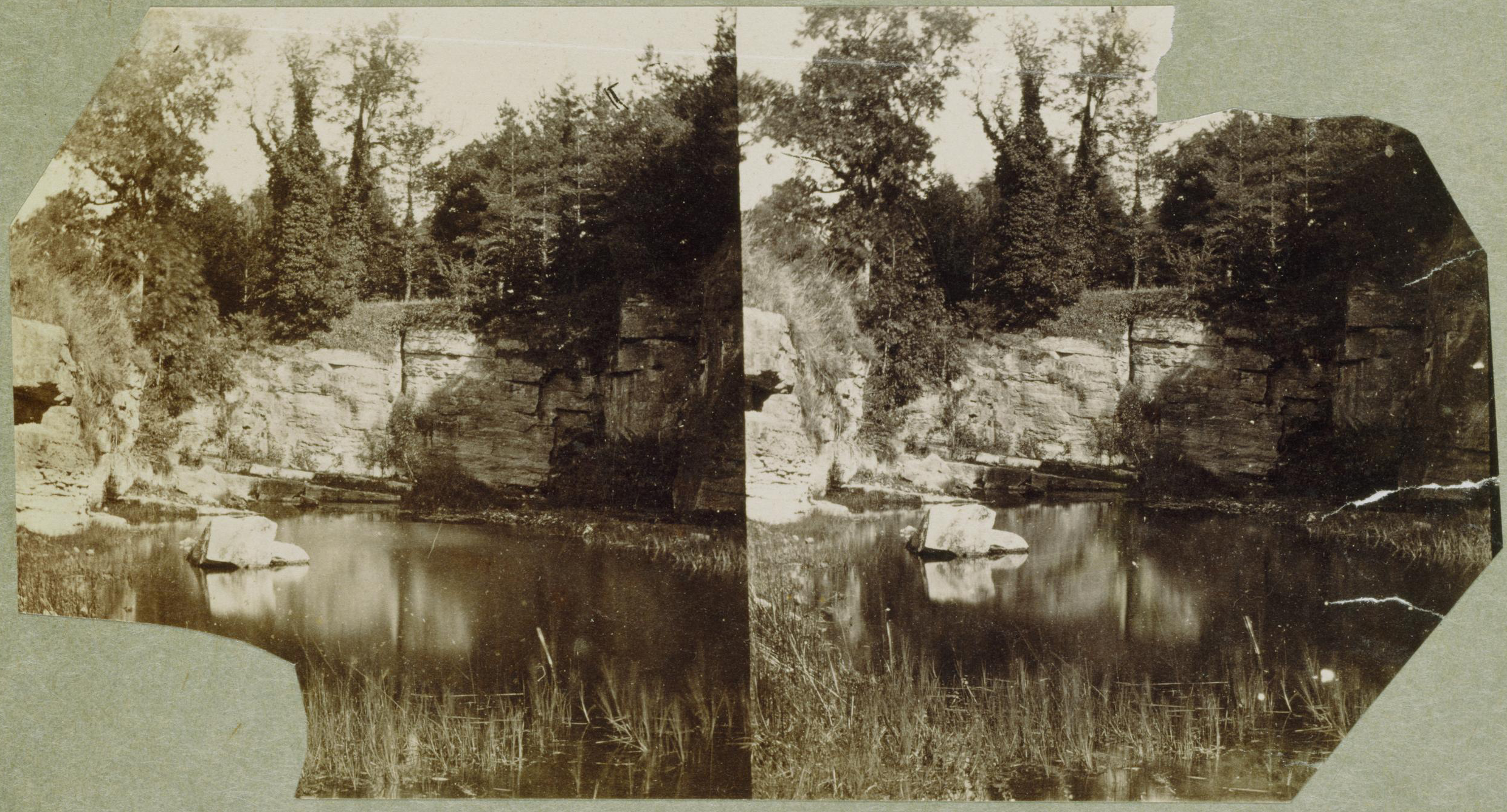
Clementina Hawardenová: Dundrum Quarry, mezi 1857 a 1860. Stereoskopická fotografie, součást sbírky darované vnučkou fotografky Clementinou Tottenhamovou. Stopy po odstranění z alba jsou jasně viditelné

Nejčastěji se na fotografiích matky objevují tři její dcery – Isabella Grace, Clementina a Florence Elizabeth. Trotti, Chucky a Bo, jak se jim v rodině říkalo. Marina Warnerová tvrdila, že se na obrázcích objevují dvě nejstarší dcery (Isabella Grace a Clementina, kterým bylo v době matčiny smrti 19 a 17 let), což spojovala se skutečností, že v té době dosáhly věk „dívek v rozkvětu“ (francouzsky „jeunes filles en fleur“) – věk probouzení ženství. Podle předpokladu Virginie Dodierová a Kimberly Rhodesová následně buď jedna z dcer, nebo sama fotografka (podle Mavorové to mohl být rodinný přítel nebo i sluha) nalepila téměř 800 fotografií (předpokládá se, že během sedmi let své vášně pro fotografování vytvořila Hawardenová asi 800 nebo 850 fotografií) vytvořených Hawardenovou do rodinných alb. Fotografie odtud náhodně odstranila během převozu do Victoria and Albert Museum v roce 1939 vnučkou lady Hawardenové Clementina Tottenham, takže nyní jsou nepravidelného tvaru, se zvlněnými okraji a škrábanci na plochách. Vytváření a udržování rodinných alb bylo typické pro aristokraty viktoriánské éry, ale na rozdíl od fotografií nalezených ve viktoriánských rodinných albech mají fotografie Hawardenové výrazný sexuální charakter.
Sbírka prací Hawardenové ve Victoria and Albert Museu zůstala ležet až do 70. let 20. století bez povšimnutí a zájmu specialistů a obecného publika. Během druhé světové války a poválečné reorganizace o ně muzeum přišlo. Vnučka fotografky Clementina Tottenhamová se v roce 1952 přišla podívat na sbírku, kterou darovala muzeu. Ani jedna fotografie Hawardenové nebyla tehdy pracovníky muzea nalezena a ukázána. O rok později zaměstnanec muzea Gibbs-Smith našel a umístil několik krabic s fotografiemi do rohu své kanceláře. Některé fotografie Hawardenové byly zařazeny do inventárního seznamu muzejní sbírky již v roce 1947, ale informace o mnohých do něj nebyly umístěny ani do roku 1968. Opravdový zájem o sbírku vznikl až poté, co byla v roce 1973 z iniciativy jejího spolupracovníka Petera Castlea umístěna do knihovny muzea malá výstava. Umělec a fotograf Graham Ovenden v roce 1975 vydal album Clementina Lady Hawardenová. Fotografie Hawardenové byly také zahrnuty do putovní výstavy Victoria and Albert Muzea v roce 1984 Zlatý věk britské fotografie, 1839–1900. Historička fotografie Virginia Daudierová získala dvouletý grant J. Paula Gettyho vytvořit katalog fotografií Lady Hawardenové, který dokončila v roce 1989. V návaznosti na to se konaly velké samostatné výstavy autorčina díla. Nejprve v muzeu Victoria and Albert Museum (výstava se jmenovala Clementina, Lady Hawarden: Sketches from Life. 1857–1864), a poté v Muzeu Orsay v Paříži, Muzeu moderního umění v New Yorku a Muzeu J. Paula Gettyho v Malibu (tato výstava se konala v roce 1990 a nesla název Idylls at Home: Photographs of Lady Hawarden from the Victoria and Albert Museum.) V roce 1999 byly představeny v muzeu Victoria and Albert Museum na výstavě Clementina, Lady Hawarden: Studies from Life: 1857–1864. V roce 1999 také vyšla monografie Becoming: Photographs of Clementina, Viscountess Hawarden, kterou o práci fotografky sepsala docentka umění Carol Mavorová ze Severokarolínské univerzity v Chapel Hill. Ve stejném roce vydala knížku Virginia Clementina, Lady: Studies from Life, 1857–1864.
Recenzentka Julia Caudellová poznamenala, že přístup k předmětu výzkumu v těchto dvou monografiích je odlišný. Mavorová nabízí čtenáři poststrukturalistické pojetí práce fotografky, „vysoce subjektivní interpretaci fotografií a osobnosti Hawardenové“. Virginia Dodierová sleduje svůj životopis prostřednictvím historických pramenů a zkoumá dílo Clementiny Hawardenové v kontextu viktoriánského umění. Ústředním místem v monografii Mavorové není podle recenzenta ani hrdinka její knihy, ale sama autorka a její osobní vnímání obrázků, které Julia Caudellová ironicky nazývá „erotické fantazie a poststrukturalistické meditace“. Samotný text knihy označila za „intelektuálsko-erotické ‚sny‘ a „proud asociací“. Objem znalostí autorky o životě fotografky a její době zhodnotila jako „chudý.“ Spolu se svévolnými či chybnými konstrukcemi v přístupu Mayvorové k dílu Hawardenové si však Caudellová všímá z jejího pohledu cenných poznámek. Zejména Caudellová připisuje knize analogii mezi „řečí těla“ v fotografiích dcer a pornografickými fotografiemi z viktoriánské éry.
Kniha Virginie Dodierové je věnována veřejným výstavám Hawardenové a jejímu zvolení do Královské fotografické společnosti. Julie Caudellová považuje šíři záběru snímků za přednost knihy. Jestliže se Mavorová omezila na fotografie dcer Hawardenových, pak Dodierová analyzuje i její krajinářské a žánrové fotografie, mezi nimi i inscenované scény, etnografické náčrtky každodenního života irských rolníků a živé obrazy – repliky děl Viktoriánské malby. Za další zásluhu monografie Dodierové považuje recenzent analýzu fotografií dcer Hawardenových „v kontextu flexibilních viktoriánských standardů slušnosti, které umožňovaly veřejné vystavování ženského těla ve všech formách umění“.
Navzdory přítomnosti dvou monografií o díle fotografky, profesorka katedry dějin umění Yaleovy univerzity Carol Armstrongová v článku publikovaném v roce 2000 napsala, že ačkoli Cameronová a Hawardenová „vstoupily do rané fotografie“, první je dlouhodobější a širší veřejnosti známější, věhlas druhé „i nyní zůstává převážně lokální“.
V současné době je naprostá většina fotografií Hawardenové (90 % fotografií, čili 775 děl) ve sbírce Victoria and Albert Museum. Fotografie Hawardenové jsou také součástí sbírek muzea National Media Museum v Bradfordu ve Velké Británii, Muzeum J. Paula Gettyho v Los Angeles, Kalifornie, USA, Musée d'Orsay v Paříži.
Lewis Carroll byl amatérský fotograf a sběratel fotografií Clementiny Hawardenové. Vlastnil 37 fotografií (všechny přibližně o velikosti 198 × 144 mm) a rané náčrtky tužkou Hawardenové. Tato kolekce byla 19. března 2013 vydražena v londýnské aukční síni Bonhams za 150 000 liber. Lewis Carroll, inspirovaný výstavou z roku 1864 představující nejlepší práce britských fotografů, si do svého deníku zapsal: „Neobdivoval jsem velké [foto] portréty paní Cameronové... Nejlepší z těch, které jsem viděl od současníků, patřily lady Hawardenové.“ Den po její návštěvě Carroll přistihl lady Hawardenovou na sbírce pro ženskou školu umění, kde prodávala své fotografie a fotografovala venkovní portréty s Thurstonem Thompsonem. Carroll chválil práci Clementiny Hawardenové, představil jí své dva dětské modely a koupil pět jejích fotografií. Momentálně jsou ve sbírce na Texaské univerzitě. Lewis Carroll si ve svém deníku 22. července 1864 poznamenal, že měsíc po setkání s fotografkou přijel k Hawardenovým pro fotografie, které chtěl zakoupit. K osobnímu setkání nedošlo. Z dálky, když se blížil k domu, viděl, jak lady Hawardenová nastoupila do kočáru a odjela.
Marina Warnerová poznamenala, že jediné osobní setkání mezi Carrollem a Hawardenovou se odehrálo rok před Alenčinými dobrodružstvími v říši divů a sedm let předtím, než spisovatel napsal Za zrcadlem a co tam Alenka našla. Proto, ačkoliv neexistuje žádný dokumentární důkaz, že druhou knihu o dobrodružstvích Alenky napsal právě pod vlivem fotografií Hawardenové a setkání s ní, lze z pohledu Warnerové předpokládat, že obrázky na fotografiích Hawardenové dospívajících dívky ponořené do fantazií před zrcadly „probudily něco ve vlastní fantazii“.

## Významné fotografie

### Zahrady princů, 5. Clementina, 1863 nebo 1864

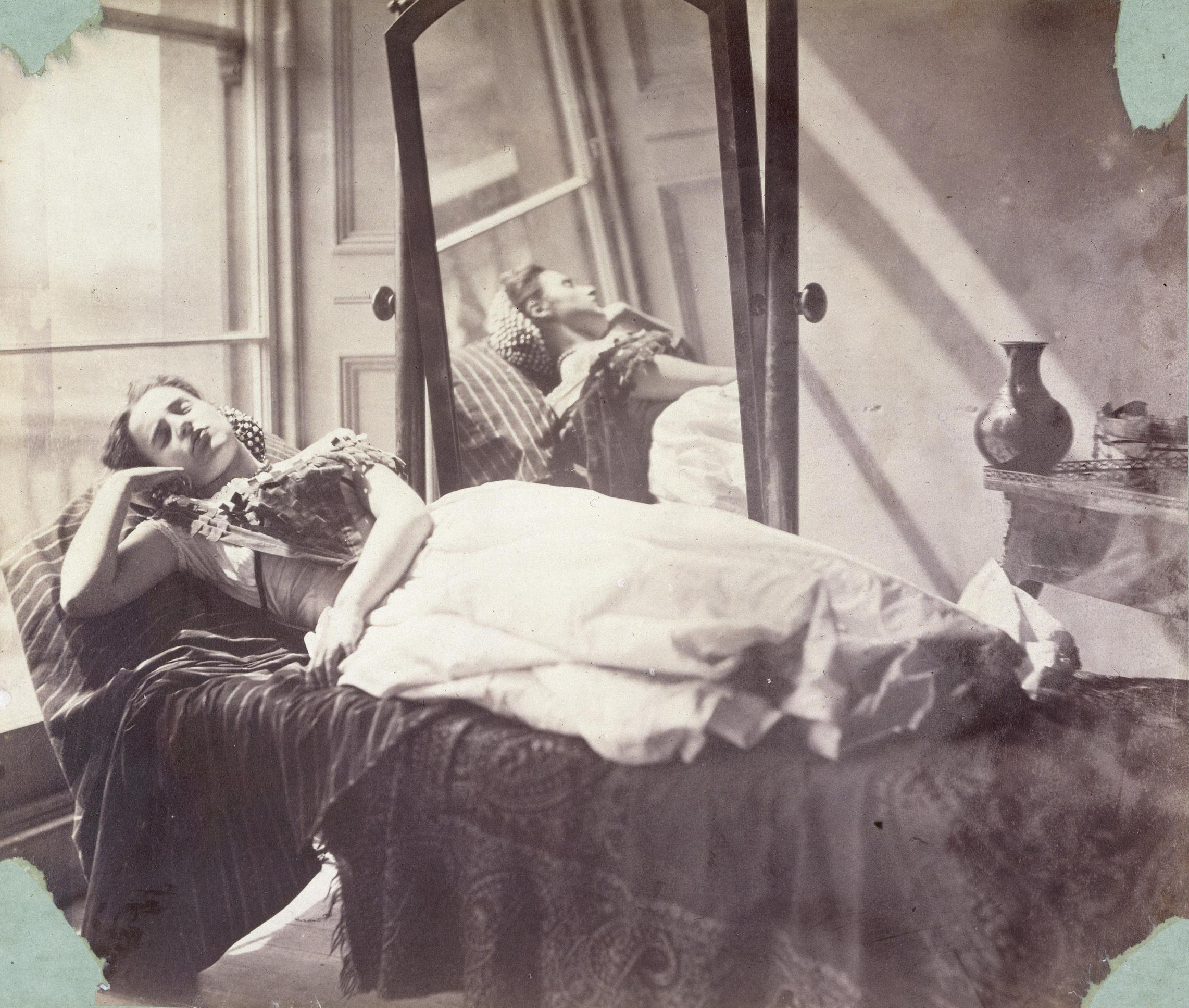
alt = černobílá fotografie dívky, orientální pohovka, na které leží dcera Hawardenové, pravá ruka natažená k obličeji s ovocem drženým konečky prstů, je symbolem smyslnosti; džbán stojící na okraji stolu připomíná ženské tělo

Fotografie Zahrady princů, 5. Clementina (anglicky 5, Princes Gardens, Clementina, mezi díly fotografky se objevuje jako D.666) vytvořila Hawardenová v roce 1863 nebo 1864 a zachytila svou dceru Clementinu (1847–1901) ve věku 16 nebo 17 let. Fotografie je ve sbírce Victoria and Albert Museum (inv. č. 269–1947). Velikost pozitivu 24,4 × 28,3 cm, technika – albuminový tisk ze skleněného negativu vyrobeného na bázi mokrého kolodiového procesu. Clementina v bílé košili s krátkým rukávem leží na pohovce u okna, hlavu má opřenou o ruku, její postava se odráží v zrcadle za dívkou (je vidět i okno a dřevěný panel stěny). Vedle pohovky je noční stolek ve francouzském stylu. Dívka je zobrazena na fotografii své matky oblečena jako „odaliska“ na karnevalu. Fráze „Gardens of the Princes, 5“ v názvu snímku odkazuje na místo fotografování. Podle Virginie Dodierové dokázaly skutečné předměty interiéru získat význam symbolů na obrázku: orientální pohovka, na které leží dcera Hawardenové na fotografii „Clementina“, – ponoření do světa snů a odchod z reálného světa; pravá ruka, natažená k obličeji s ovocem drženým konečky prstů, je symbolem smyslnosti; džbán stojící na okraji stolu měl divákovi tvarem připomínat ženské tělo a být symbolem „nesnáze, v níž je ctnost ženy“.
Graham Clark při analýze této fotografie napsal, že zrcadlo na fotografii je spojeno s odrazem jak vnitřního světa postavy, tak jejího sociálního postavení. Postava na posteli vytváří pocit vnitřního neklidu, který umocňují interiérové prvky jako okno, dveře a zrcadlo. Omezují a potlačují hrdinku fotografie. Graham Clark postavil její image do kontrastu s portréty celých postav francouzského fotografa – aristokrata Camilla Silvy – současníka Hawardenové. Francouz své hrdinky efektně demonstruje symboly moci a atributy jejich privilegií. Podle Clarka, na rozdíl od práce Hawardenové, fotografie Silvy „propagují spíše veřejné já než [ukazují] soukromý stav“. Psychologický stav postavy na fotografii britského fotografa srovnával s duchovním světem hrdinek knih Charlotty Brontëové a George Eliota. Mark Haworth-Booth poznamenal, že zatímco postavy Silvy jsou obvykle zasazeny do studiových maket kanceláří, důmyslně navržených knihoven nebo umělých krajin, postavy Hawardenové jsou ve skutečných, ale obvykle prázdných místnostech, což jim dodává nejednoznačnost. Pokud Silvy obléká své postavy v souladu s nejnovějšími módními standardy, pak Hawardenová často fotografovala své dcery en déshabille.
Carol Armstrongová při analýze tohoto snímku psala o ostrém náklonu zrcadla a odrazu v něm, který současně rozšiřuje a zužuje vnitřní prostor fotografie. Roh místnosti nazvala „šíleně vychýlený“. Odbornice našla prvky známé z jiných fotografií fotografky, například Clementina Maude předvádí stejné „reflexní gesto rukou směrem k tváři“, jaké lze nalézt v jiných dílech její matky. Armstrongová považovala za originální konstrukci kompozice snímku fotografky, kdy dvě protínající se plochy tvoří v prázdném prostoru zaplněném světlem písmene „V“, které podle ní dokonce náhodně odráží rozbité okraje fotografie. Za neobvyklé považovala i polohu vázy na stole. Je upevněna na povrchu stolu a zdá se, že právě v tomto místě (na samém okraji) je nestabilní. Armstrongová poznamenala, že je nemožné pojmenovat domácí důvod její přítomnosti na tomto konkrétním místě. Tato fotografie podle ní vyvolává celou řadu asociací s různými postavami: od odalisek po Šípkovou Růženku včetně Julie, Desdemony a Ofélie. Badatelka také zjistila její spřízněnost s piktorialistickými a prerafaelskými vyobrazeními „viktoriánských lolit“, ale na rozdíl od nich se fotografie Clementiny Hawardenové vyznačuje narativní otevřeností spojenou se sebereflexí její postavy. Absence jasného názvu naznačujícího povahu vyprávění a zápletky, stejně jako teatrálnost chování postavy z pohledu Armstrongové může v divákovi vyvolat v minulosti prožité stavy opuštěnosti, hysterie, hněvu a zoufalství. Na fotografiích současníků Hawardenové naopak obvykle nějaký dějový text předchází obraz a určuje jeho obsah. Jako příklad výzkumnice uvádí Červenou karkulku od Lewise Carrolla nebo Henryho Peacha Robinsona.
Fotografie současníků Clementiny Hawardenové, s nimiž vědci porovnávají Zahrady princů

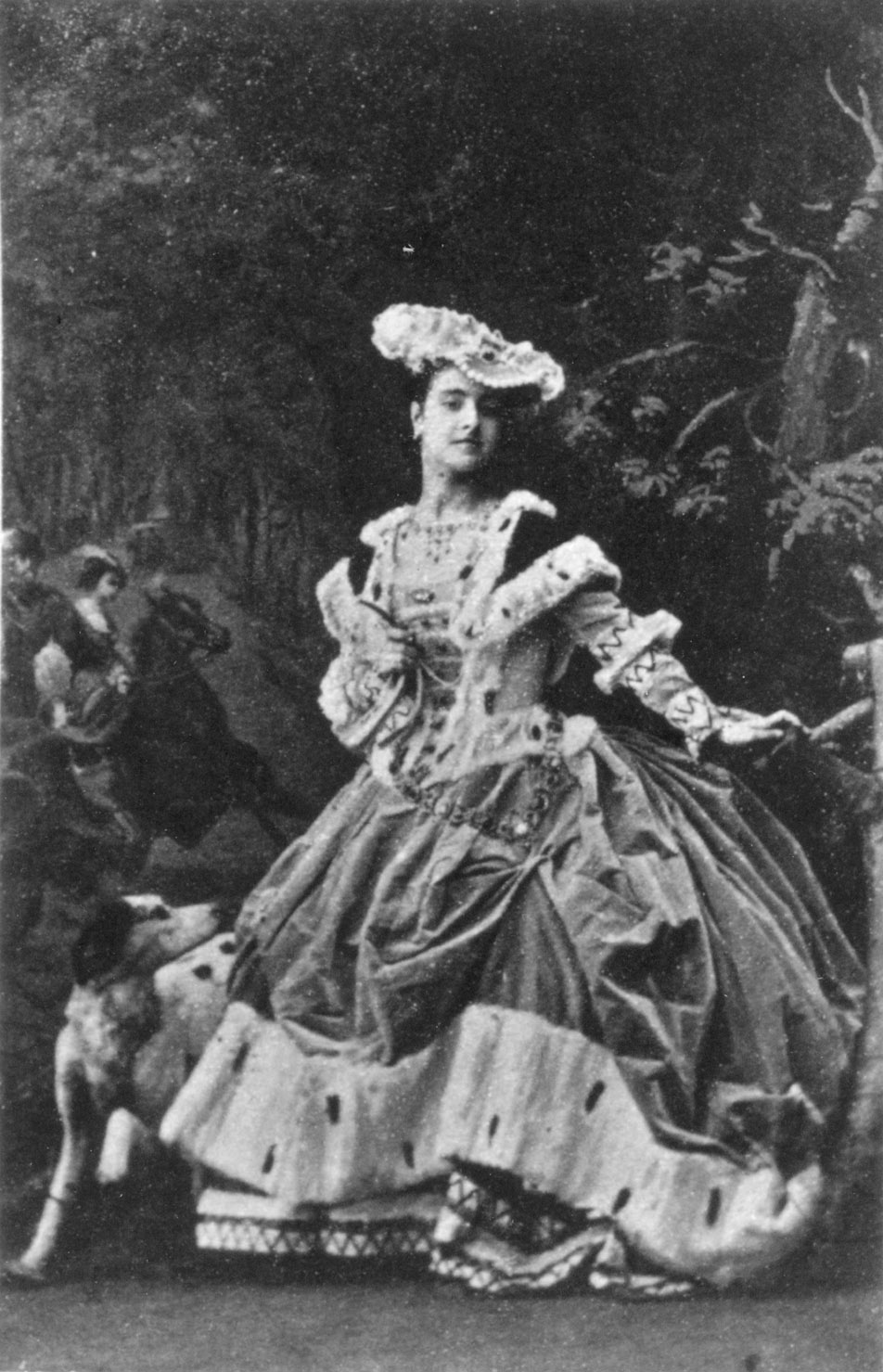
Camille Silvy: Adeline Pattiová jako Harrieta ve hře Friedricha von Flotowa Marta aneb Trh v Richmondu
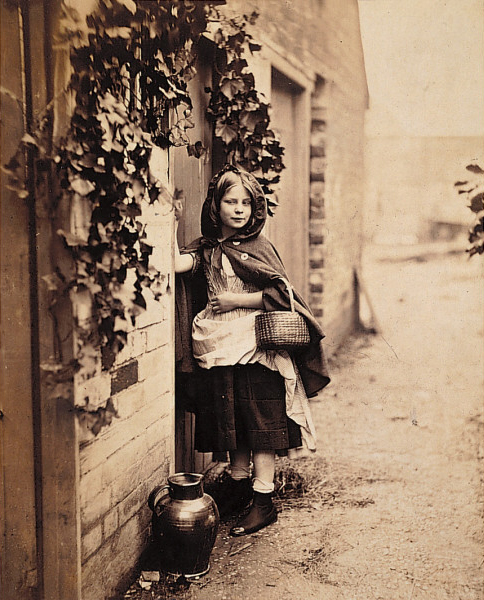
Henry Peach Robinson: Červená Karkulka, 1858
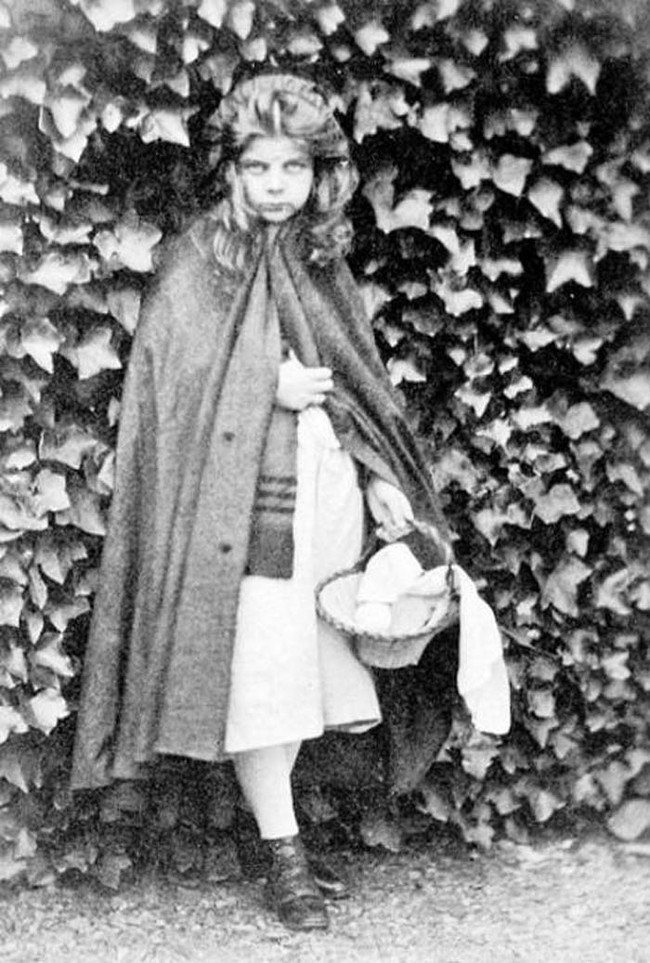
Lewis Carroll: Červená Karkulka, 1857

### Toaleta, asi 1864

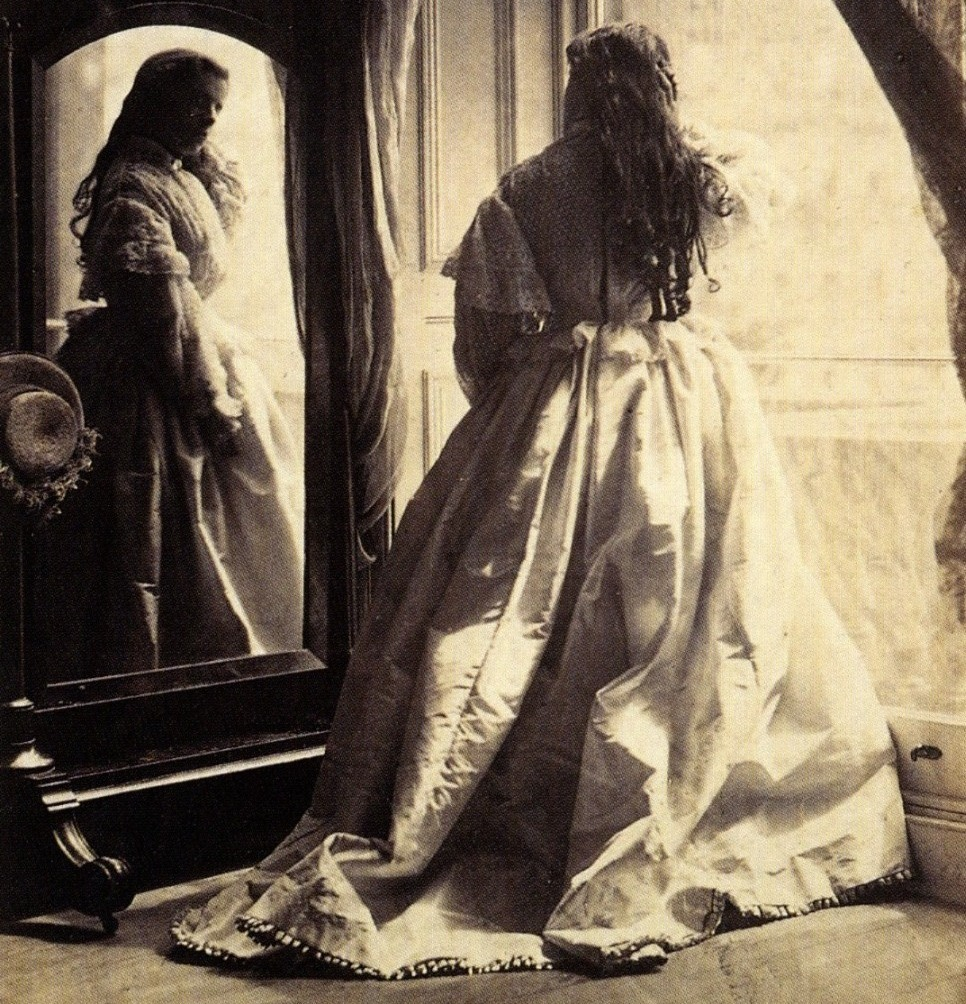
alt = černobílá fotografie celé postavy dívky v dlouhých šatech, jak se upravuje před zrcadlem

Tato fotografie je spojena se vznikem zájmu o dílo Clementiny Hawardenové v moderní době. Výstavu navštívila vnučka fotografky Clementina Tottenhamová, při které poznala dívku z jednoho ze snímků prezentovaných na výstavě. Byl to záběr dcery Clementiny Hawardenové pózující své matce mezi balkónovým oknem a vysokým zrcadlem na pohyblivém rámu. Tottenhamová se v popisku k fotografii dočetla, že jej pořídila její babička. V katalogu výstavy byla fotografie nazvána Toaleta. Mark Haworth-Booth napsal, že „Eau de toilette“ by byla vhodnější, ale ve skutečnosti by měl název být „fotografická etuda“ nebo „etuda z přírody“.
Monogramista W. W., autor článku o této fotografii (anglicky The Toilette, asi 1864) v knize Ikony fotografie. XIX století, poznamenal v souvislosti s tím, že moderní reportážní fotografie odrážejí realitu, která existuje jen krátce po uvolnění spouště fotoaparátu. O chvíli později se realita změní. V 19. století to podle autora nebyl problém, protože fotografové se jen zřídka pokoušeli vyfotografovat objekt v pohybu. Byla nutná dlouhá doba expozice. Podle W. W. proto fotograf nemohl zaručit, že jeho snímek bude odrážet věci tak, jak skutečně byly. Kompozice byla pečlivě promyšlena, předměty v ní obsažené se měnily do té míry, že vlastně vznikla „umělá realita“. Modelky fotografovi pózovaly v podstatě stejně jako výtvarníkovi a zátiší se skládaly tak dlouho, dokud nebyl fotograf s výsledkem z estetického hlediska spokojen. Fotograf požádal o úsměv do fotoaparátu, bez ohledu na to, jak se sedící skutečně cítili. Zároveň se v té době nedalo fotografovat v divadle s profesionálními komiky, protože jevištní osvětlení bylo příliš slabé.
W. W. vnímá fotografii Clementiny Hawardenové Toaleta jako „živý obraz“. Fotografickou vášeň této dámy z vysoké společnosti považoval za typickou pro představitele britské aristokracie a střední třídy. V tomto ohledu zařadil dílo Hawardenové vedle díla Julie Margarety Cameronové. W. W. nazval lady Hawardenovou virtuózkou piktorialistické fotografie. Na rozdíl od své kolegyně se podle jeho názoru ve svých fotografiích vyhýbala přetváření scén z literárních děl. Umělecký kritik se domníval, že fotografie jako Toaleta představují divákovi skrytou formu malých dramat odehrávaných mezi pohlavími. V tomto aspektu výtvarný kritik vytvořil paralelu mezi fotografií Toaleta a dílem Cindy Shermanové a Jeffa Walla, kteří byli z jeho pohledu dílem Clementiny Hawardenové ovlivněni.
Americký kritik postmoderního umění, gay aktivista a feminista Craig Owens tvrdil, že na této fotografii byl dopsán po smrti fotografky název: U okna. Podle jeho názoru je dívka „v limbu“ mezi dvěma možnými objekty kontemplace: pohledem z okna a vlastním obrazem v zrcadle. Zdá se, že se přiklání k tomu druhému. Tím je znázorněn proces sebereflexe. Střídmost fotografie tento dojem umocňuje. Zrcadlo je přítomno nejen proto, aby odráželo dívku. Jde podle autora článku o metaforu fotografie jako zrcadlového obrazu reality. Zrcadlo se na této fotografii chápe jako obraz Mise en abyme. Tvar původního pozitivu, který opakuje profil zrcadla s půlkruhovým vrcholem (na reprodukci vpravo tato část chybí), to z Owensova pohledu dokazuje. Vizuální identifikace zrcadla a fotografie vytváří složitou hru mezi objektem, zrcadlem a fotografickou kamerou: nejen že je objekt dvakrát zdvojen (zrcadlo a fotoaparát), ale zrcadlový obraz, sám o sobě dvojitý, je zdvojnásoben samotnou fotografií.
Historici fotografie a sběratelé Helmut Gernsheim a Alison Gernsheimová v knize „Historie fotografie od camery obscury do počátku novověku“ tuto fotografii zaznamenali a označili ji za „jednu z nejúžasnějších fotografií té doby“.

### Etuda zpřírody, asi 1864

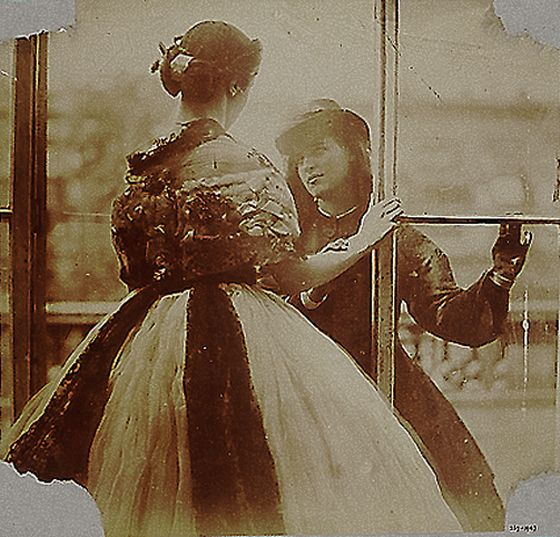
alt = černobílá fotografie dvou dívek stojící proti sobě; jedna oblečená v tmavých jezdeckých šatech, druhá je v bílých šatech po ramena; první s vlasy upravenými do nádherného účesu; druhá s vlajícími vlasy stojí za oknem na verandě, její tvář je otočená k sestře a je viditelná pro publikum.

Fotografie Etuda z přírody (nebo Fotografická etuda, asi z roku 1864) je ve sbírce Victoria and Albert Museum (anglicky Studies from Life or Photographic Study, inv. č. 267–1947). Vznikla kolem roku 1864 v domě Hawardenových v South Kensingtonu. Velikost pozitivu 23,5 × 24,8 cm, technika – albuminový tisk ze skleněného negativu vyrobeného na bázi mokrého kolodiového procesu. Anotace k fotografii na webu muzea naznačuje, že Clementina, stojící před svou sestrou jako zrcadlo, může odrážet výraz obličeje Isabelly Grace. Vzájemné porozumění obou dívek vizuálně zdůrazňují linie okna, které směřují pohled diváka na jejich ladně spojené ruce.
Na fotografii je dcera fotografky Clementina oblečená v tmavých jezdeckých šatech, zatímco její sestra Isabella Grace je v bílých šatech po ramena. Podle Carol Mavorové dosáhla fotografka zrcadlové opozice tmy a světla (historička srovnala postavy fotografie s Denním chlapcem a Noční dívkou z románového díla The Day Boy and the Night Girl spisovatele George MacDonalda z roku 1882), mužský a ženský element, předmět touhy a jeho pronásledovatel. Isabella Hawardenová stojí na fotografii zády k divákovi s vlasy upravenými do nádherného účesu. Děj je umístěn v domácím prostoru chráněném před vnějšími vniknutím. Clementina s vlajícími vlasy stojí za oknem na verandě, její tvář je otočená k sestře a je viditelná pro publikum. Rozdíly mezi Isabellou a Clementinou zintenzivňují pohyby dívek zachycených matkou. Ačkoli podle Mavorové stačí jediný láskyplný pohled Clementiny do Isabelliných očí, aby se divák začervenal, její pravá ruka se dotkne sestřiny holé paže tak jemně, že ji podle umělecké kritičky „přivádí do mdlob“. Clementina se konečky prstů levé ruky sotva dotýká lišty okenního rámu.
Stejně jako hrdinky básně „Trh skřítků“ Lizzie a Laura, i sestry Hawardenovy podle Mavorové demonstrují dva způsoby života v jednom těle: Lizzie/Isabella ovládá svou ženskou touhu, a Laura/Clementina ztrácí kontrolu nad svými pocity. Jak říká Carol Mavorová: „Jako dvě hrdličky v jednom hnízdě vytvářejí Isabella a Clementina útulnou atmosféru, do které se my bezkřídlí cizinci nemůžeme připojit“. Alison Matthews Davidová, doktorka filosofie v oboru dějin umění na Stanfordově univerzitě, označila dívky na fotografii za křehkou jednotu protikladů – jin a jang.